# Paleoarte

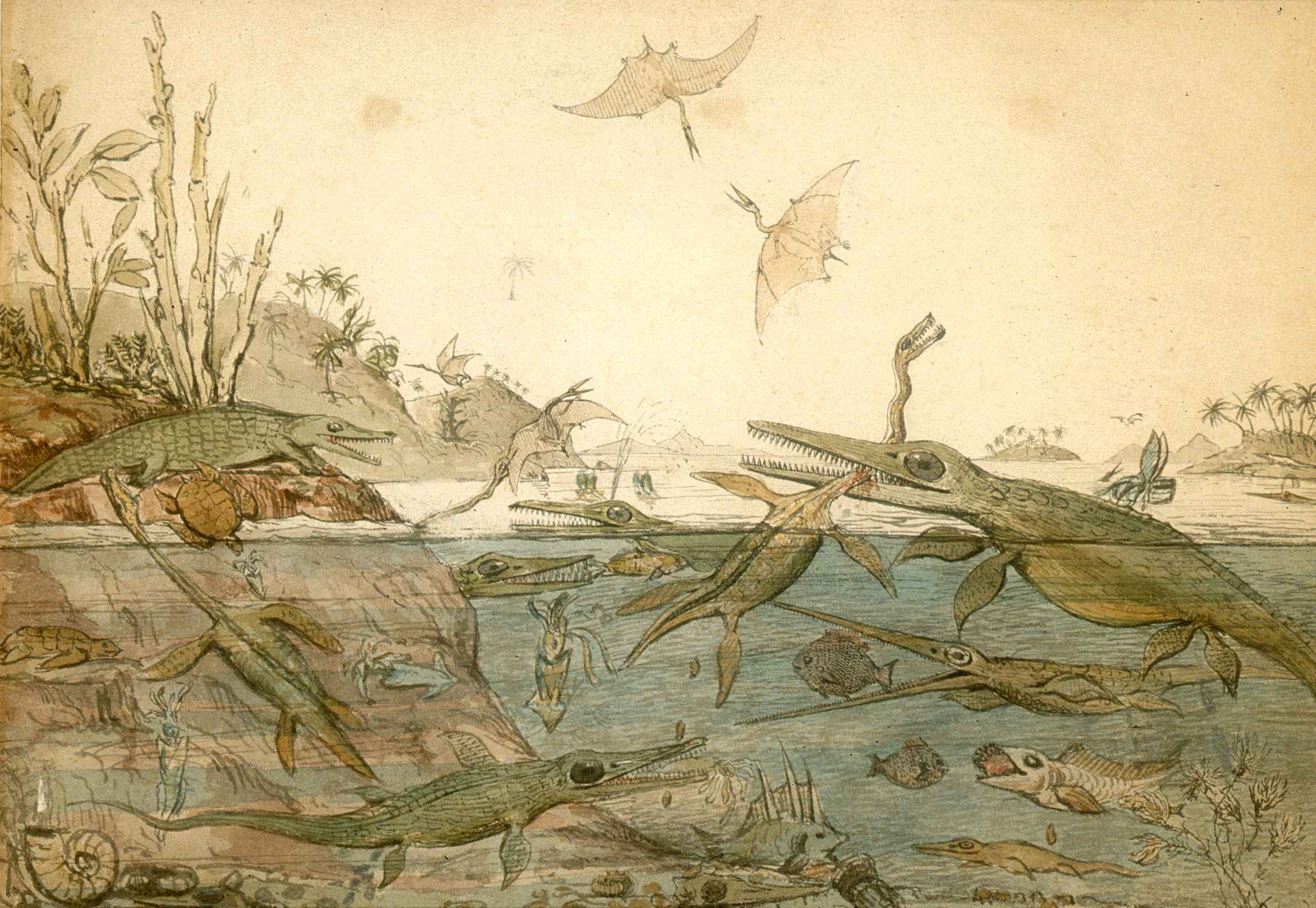
Duria Antiquior - A more Ancient Dorset è un acquarello del 1830 del geologo Henry De la Beche, basato su fossili ritrovati da Mary Anning. È considerata la prima rappresentazione pittorica di una scena preistorica basata su testimonianze scientifiche.

La paleoarte è il ramo delle scienze naturali che tenta di rappresentare artisticamente la vita preistorica secondo lo stato dell'arte della paleontologia. Il termine è stato introdotto nel 1986 da Mark Hallett per definire il suo lavoro di illustratore basato su scoperte scientifiche. Le rappresentazioni di paleoarte possono riguardare resti fossili o la raffigurazione di creature estinte nel loro ecosistema.

## Un approccio scientifico
Il lavoro di paleoarte non è frutto dell'immaginazione dell'artista o di mere ipotesi, bensì nasce dalla collaborazione diretta fra scienziati ed artisti, o comunque da un attento esame dei reperti fossili e della letteratura scientifica da parte dell'artista.  D'altro canto, non si deve pensare che la paleoarte sia necessariamente frutto del lavoro di paleoartisti di professione: sovente sono gli stessi studiosi a esporre mediante schemi e illustrazioni che si possono definire di paleoarte i risultati delle loro analisi. La ricostruzione di un animale estinto passa quindi per il vaglio dei paleontologi, dato che il risultato deve dare una forma visibile alle teorie scientifiche basate sui resti fossili, determinando la percezione del pubblico di animali scomparsi da tempo. Lavori di paleoarte non sono necessariamente destinati al grande pubblico in un contesto puramente divulgativo, ma possono essere finalizzati a scopi di ricerca: ricostruzioni rigorose hanno anche permesso di chiarire quali fossero le proporzioni, la distribuzione degli organi e delle parti molli, la massa muscolare e l'aspetto esteriore di organismi fossili, migliorando la conoscenza sulle creature preistoriche. Immagini di paleoarte possono anche avere lo scopo, nell'ambito della letteratura scientifica, di illustrare ad un pubblico di specialisti ipotesi e conclusioni basate su dati e analisi. I lavori di paleoarte non si limitano a disegni e illustrazioni ma possono essere anche oggetti tridimensionali, cioè prodotti di modellismo scientifico.

### Dati diretti e indiretti sui fossili
Una ricostruzione di paleoarte richiede quindi l'integrazione di una quantità notevole di dati sui taxa oggetto della ricostruzione, di anatomia e anatomia comparata, e di geologia. L'illustrazione corretta delle parti non conservate nei fossili deve basarsi, in un'opera di paleoarte, anche sulla conoscenza di analoghi viventi affinché le posture o l'andatura siano credibili e fisicamente possibili. In ogni caso, un lavoro corretto dovrebbe comprendere una descrizione degli elementi inseriti nella ricostruzione stessa e la loro giustificazione dal punto di vista scientifico, distinguendo tra gli elementi più oggettivi e quelli con maggiore incertezza. Vi sono infatti diverse categorie di elementi che devono essere considerati nella ricostruzione di un organismo estinto:
Esempio di ricostruzione artistica di nautiloidi ortoconi estinti (Endoceras) esposti al Museo civico di storia naturale di Milano. L'aspetto esteriore del corpo (reso a contorno) è desunto dai caratteri dei nautiloidi attualmente viventi (Nautilus); la posizione di vita è ipotizzata in base a studi di idrostatica sui taxa viventi ed estinti. Gli Endoceras (ordine Endocerida) erano nautiloidi ortoconi (con conchiglia dritta, non avvolta su se stessa), che potevano assumere una posizione sub-orizzontale, più efficiente, nel nuoto grazie alla "zavorra" costituita da depositi calcarei all'interno della conchiglia.
- prima di tutto, gli elementi documentati direttamente dal materiale fossile: questi sono soprattutto le "parti dure" (originariamente mineralizzate) degli organismi, come ossa, denti, corna, otoliti per i vertebrati; conchiglie, gusci, carapaci (talora con tracce della colorazione originaria),[15] e apparati nutritivi di vario tipo per gli invertebrati (ad esempio, le mascelle dei nautiloidi o gli aptici delle ammoniti o ancora strutture particolari come il complesso apparato nutritivo a denticoli dei conodontofori). In giacimenti di fossili tipo lagerstätte, in cui particolari condizioni ambientali, in ambiente povero di ossigeno, hanno consentito la conservazione parziale della materia organica, sono reperibili anche strutture scarsamente o non mineralizzate, come squame e scaglie, penne e piume, peli, impronte della pelle e in generale delle pari molli, con vari gradi di dettaglio.[16]

- elementi non documentati direttamente dai fossili ma relativamente "sicuri", perché si tratta di strutture primarie riscontrabili in organismi analoghi viventi.[17] Un esempio tipico sono le ricostruzioni delle ammoniti, completamente estinte tra la fine del Cretacico e l'inizio del Cenozoico) e ancora mai rinvenute nella loro interezza neppure nei lagerstätte, oppure ricostruzioni di forme di nautiloidi estinte. La presenza ad esempio di occhi, tentacoli, iponomo[N 2] è comune a tutti i cefalopodi e ai nautiloidi attuali (gli analoghi più diretti delle ammoniti, che sono loro discendenti) e può ragionevolmente essere attribuita ai taxa estinti, anche se forma, colore e (nel caso dei tentacoli) il numero di questi elementi non sono conosciuti e sono oggetto di speculazione da parte dei ricercatori.

- elementi accessori non documentati dai fossili ma la cui presenza è plausibile, perché riscontrabili negli analoghi attuali e in forme fossili meglio conservate, e compatibile con la struttura fisica delle forme oggetto della ricostruzione. Si tratta in genere di elementi che riguardano l'aspetto esteriore degli organismi, o il loro comportamento. Ad esempio, che aspetto potevano avere dinosauri come i sauropodi, che erano erbivori di grande mole? Può essere ragionevole una comparazione con elefanti e rinoceronti attuali: questi sono ricoperti da una pelle spessa e rugosa di colore grigiastro. Attribuire caratteri simili ai sauropodi è puramente speculativo, ma da un punto di vista biologico ha senso.[17] Un altro esempio può essere la presenza di cure parentali nei dinosauri: sono stati rinvenuti diversi esempi di nidi con uova di dinosauri, e i parenti attuali più prossimi (uccelli e coccodrilli) costruiscono nidi e mostrano diversi gradi di cure parentali, quindi è scientificamente ragionevole attribuirle ai dinosauri.[18]

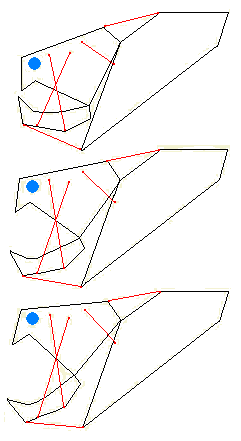
Modello biopmeccanico degli elementi del cranio e della muscolatura del placoderma Dunkleosteus, per la modellizzazione della forza del morso.

La ricostruzione degli organismi deve tener conto degli analoghi viventi. La scelta di questi analoghi tuttavia non è immediata né semplice: talvolta gli analoghi di tipo filogenetico (cioè i "discendenti" più vicini) degli organismi da ricostruire sono utili solamente per taluni aspetti e non per tutti, perché nel frattempo l'evoluzione ha portato a modificazioni significative. È ad esempio il caso dei dinosauri, i cui relativi attuali più prossimi sono uccelli e coccodrilli: questi due gruppi condividono sicuramente diverse caratteristiche morfologiche e di organizzazione fisiologica con i dinosauri, soprattutto i teropodi,  ma non sono adeguati per una descrizione morfologica funzionale, almeno per diversi gruppi di dinosauri (i dinosauri non-aviani e in particolar modo i sauropodi); per questi, analoghi funzionali migliori potrebbero essere gli elefanti, filogeneticamente molto più distanti ma di dimensioni comparabili e dotati di arti colonnari con postura di tipo graviportale.
La ricostruzione degli organismi parte dalla ricostruzione dello scheletro (esoscheletro nel caso della maggior parte degli invertebrati, endoscheletro nel caso dei vertebrati). Questo è il campo dell'anatomia e anatomia comparata, che studia mediante comparazione le strutture anatomiche tra diversi gruppi di organismi (in questo caso tra gli organismi fossili e i loro possibili analoghi filogenetici e/o funzionali). La ricostruzione dell'aspetto e della postura dell'organismo richiede la ricostruzione dell'apparato muscolare e in generale dei tessuti molli (compresa la massa viscerale e gli organi relativi) e i loro rapporti corretti con l'apparato scheletrico. Questi aspetti sono il campo di applicazione della biomeccanica, che analizza il comportamento delle strutture fisiologiche degli organismi viventi mediante l'applicazione dei principi della meccanica; questo tipo di approccio richiede una modellizzazione quantitativa al computer, con il supporto di computer grafica, che porta alla definizione di un modello biomeccanico dell'organismo. È bene precisare che sovente i risultati di questo lavoro sono ragionevoli e verosimili, ma non esauriscono tutto lo spettro di possibilità e offrono solamente una tra le soluzioni possibili: quella scelta dai ricercatori come più probabile in base all'analisi di tutti i dati (non solo dell'organismo in sé, ma relativi alla comunità e al paleoambiente), che comunque implica un certo grado di soggettività.
Va detto che vi sono organismi fossili che non hanno analoghi diretti attuali in quanto fanno parte di gruppi completamente estinti che non hanno lasciato discendenti. In questo caso, ci si può affidare solamente allo studio morfologico-funzionale delle strutture fisiche di questi organismi e cercare nell'attuale degli analoghi funzionali, viventi nello stesso ambiente e con strutture fisiche comparabili. Questo tipo di approccio ha non di meno i suoi limiti, e richiede un'estrema cautela. È esemplare il caso di Hallucigenia, un organismo incertae sedis rinvenuto nella formazione Burgess Shale (Cambriano medio) in Canada e, più recentemente, nel giacimento di Maotianshan in Cina (due celebri lagerstätte). Questo strano organismo è ancora in gran parte un mistero, persino per quanto riguarda la sua postura di vita originale: le ricostruzioni più recenti lo rappresentano infatti "rovesciato" rispetto allo studio in cui il taxon è stato istituito e descritto originariamente. È stato anche interpretato non come un organismo autonomo ma come un possibile frammento di un organismo più grande e complesso.

### La paleoarte e l'evoluzione dei dati
La rappresentazione degli organismi del passato subisce evidentemente un'evoluzione, in conseguenza della disponibilità di sempre nuovo materiale fossile più completo e in generale dell'incremento delle conoscenze in campo geo-paleontologico e paleoambientale. Di fatto, quindi, la paleoarte si accompagna e si evolve con le scienze da cui prende le mosse e ne è parte integrante. Alcuni esempi di seguito, come approfondimento.

Hallucigenia (ovvero: generata da un'allucinazione), mezzo secolo di mistero. Si tratta di un organismo incertae sedis (di collocazione sistematica incerta), rinvenuto nell'Argillite di Burgess (Cambriano medio, Canada), forse un lobopode, la cui ricostruzione ha messo in serio imbarazzo i ricercatori ed è ancora lontana da una soluzione univoca.
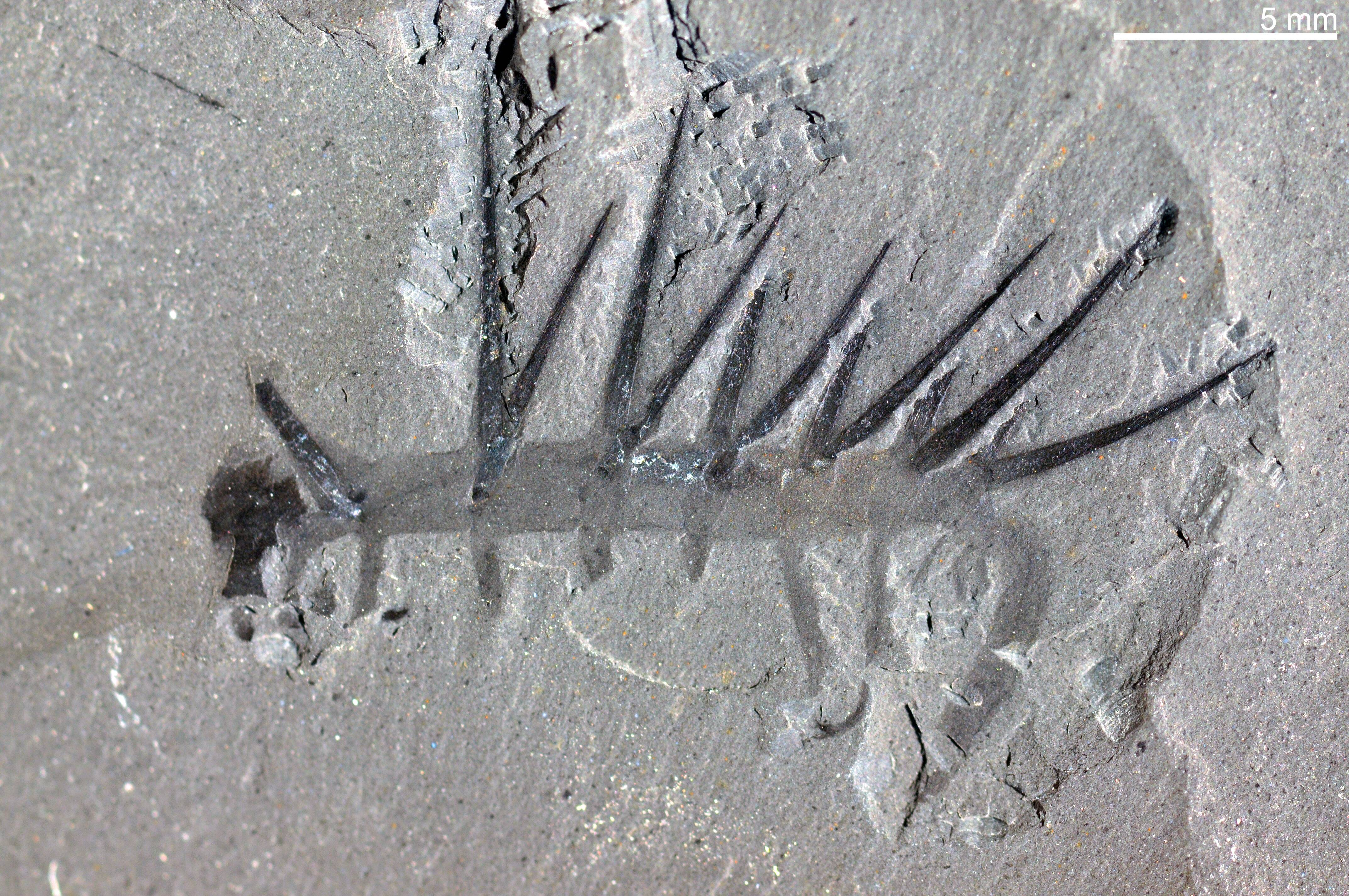
Olotipo originale di Hallucigenia sparsa, caratterizzato da un corpo allungato (cilindrico?) con coppie di spine rigide e appendici "molli". Argillite di Burgess, Cambriano medio (Canada).
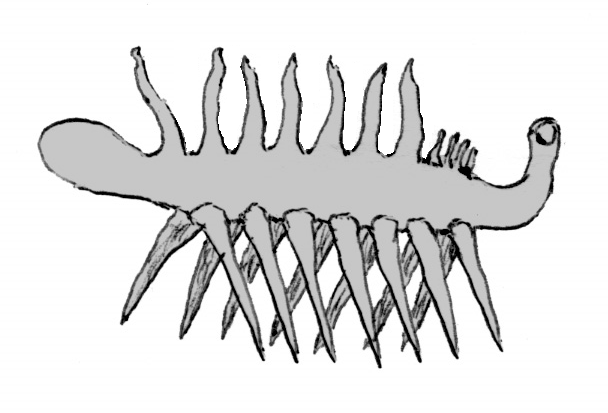
La prima ricostruzione di Hallucigenia (1977), in cui le "spine" fungono da arti per la deambulazione e vi sono "tentacoli" dorsali (almeno di due tipi) di incerta funzione.
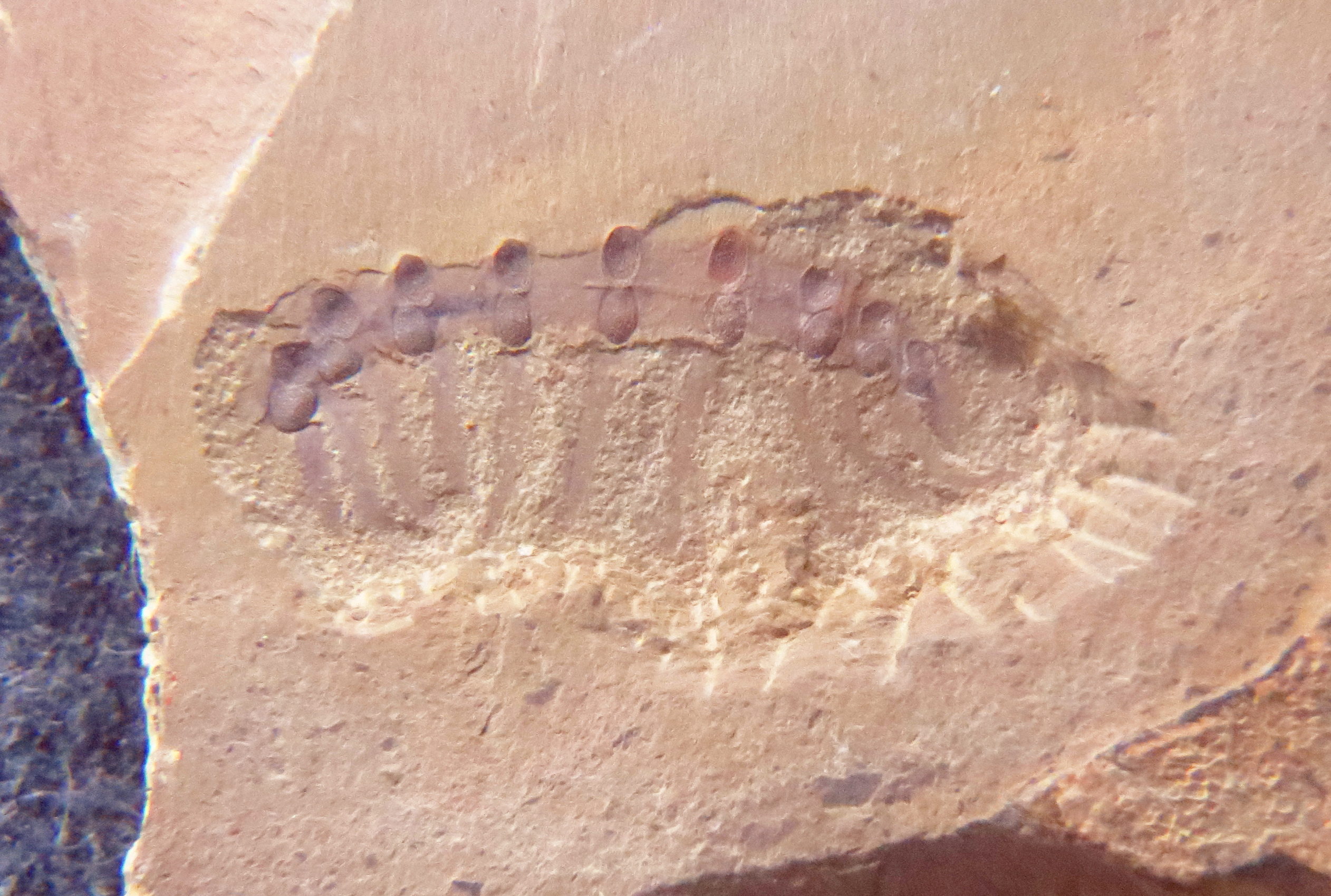
Microdictyon, un lobopode rinvenuto successivamente nel giacimento di Maotianshan, caratterizzato da arti non segmentati e placche dorsali, che ha portato alla revisione dell'interpretazione di Hallucigenia.
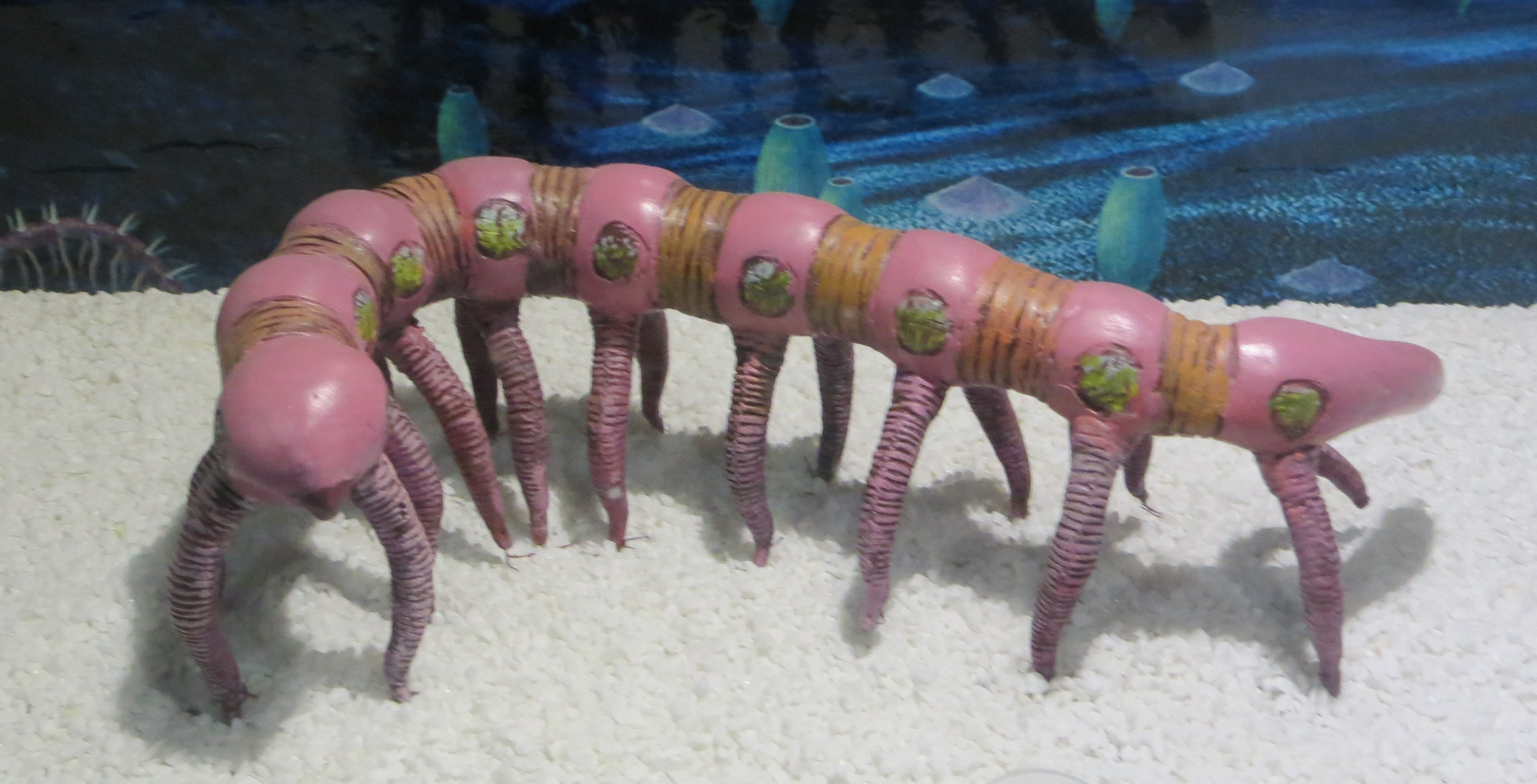
Modello artistico di Mycrodictyon.
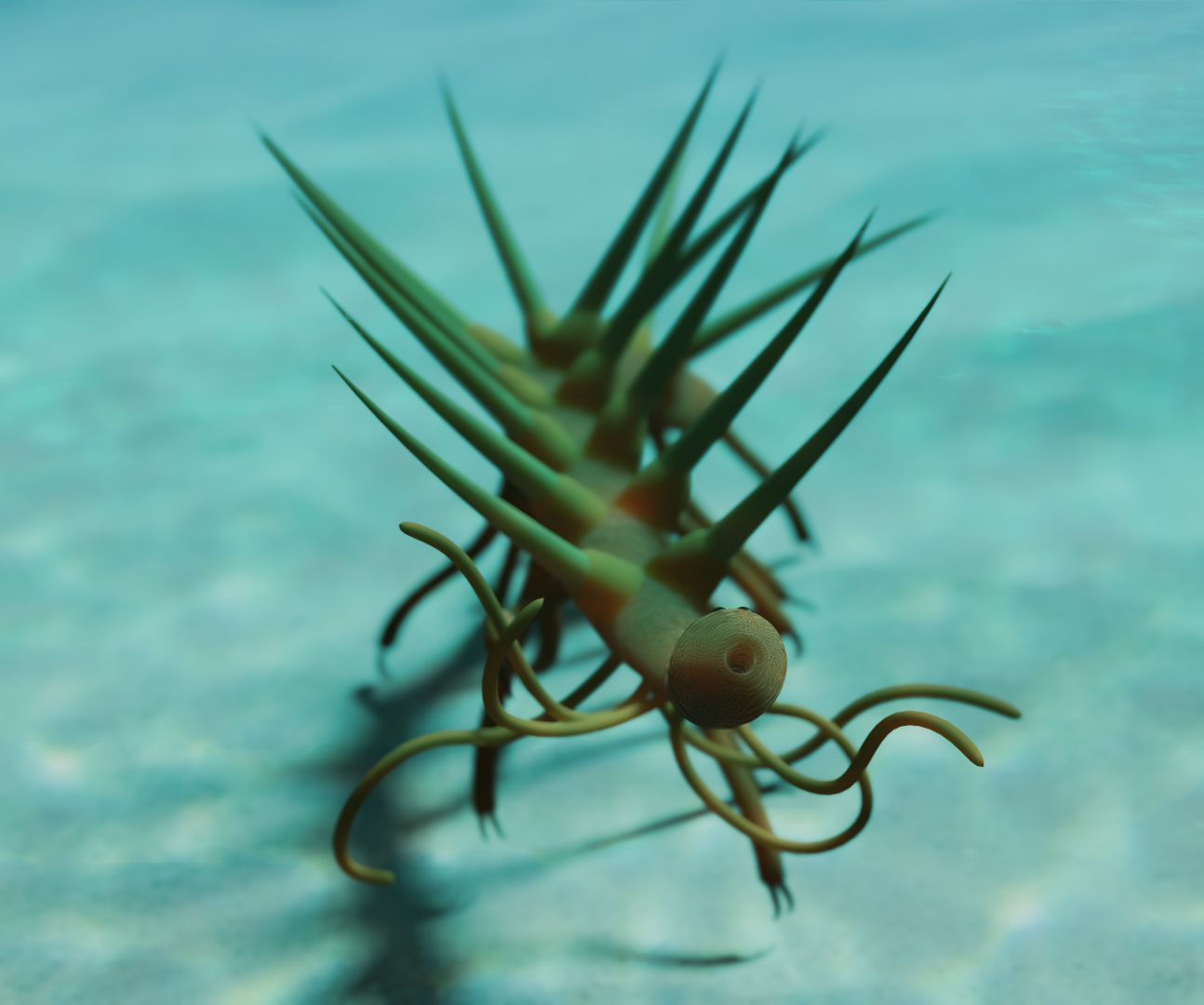
Ricostruzione artistica più attuale di Hallucigenia, con appendici ventrali "artigliate", "tentacoli" anteriori e coppie di spine difensive dorsali, con un singolo occhio. Notare che rispetto alla prima ricostruzione è capovolto e la parte posteriore è divenuta anteriore...
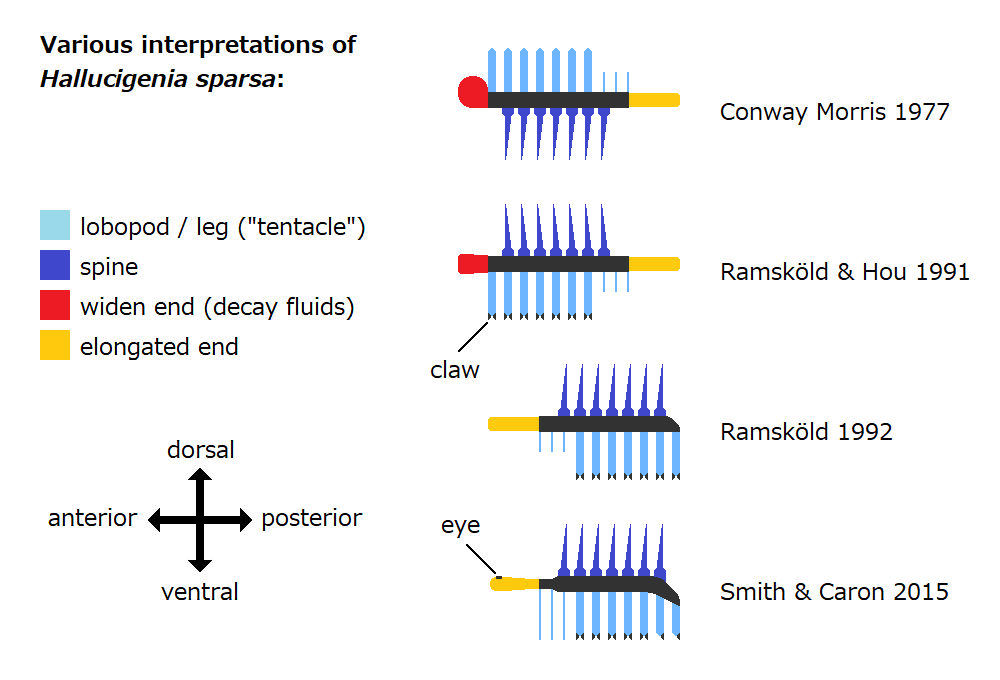
Storia dell'interpretazione dei fossili di Hallucigenia.

Thylacocephala (tilacocefali): storia di una riscoperta. Si tratta di un gruppo di artropodi incertae sedis, forse relazionati con i crostacei, con una distribuzione stratigrafica che va dal Paleozoico inferiore al Cretacico e con una distribuzione geografica ubiquitaria. Sono caratterizzati da un carapace sub-ovale, compresso lateralmente, grandi occhi composti (adattamento a condizioni di scarsa illuminazione a grandi profondità) e zampe che mostrano adattamenti predatori, mentre non si hanno sicure evidenze di strutture posteriori tipiche degli altri crostacei (telson)
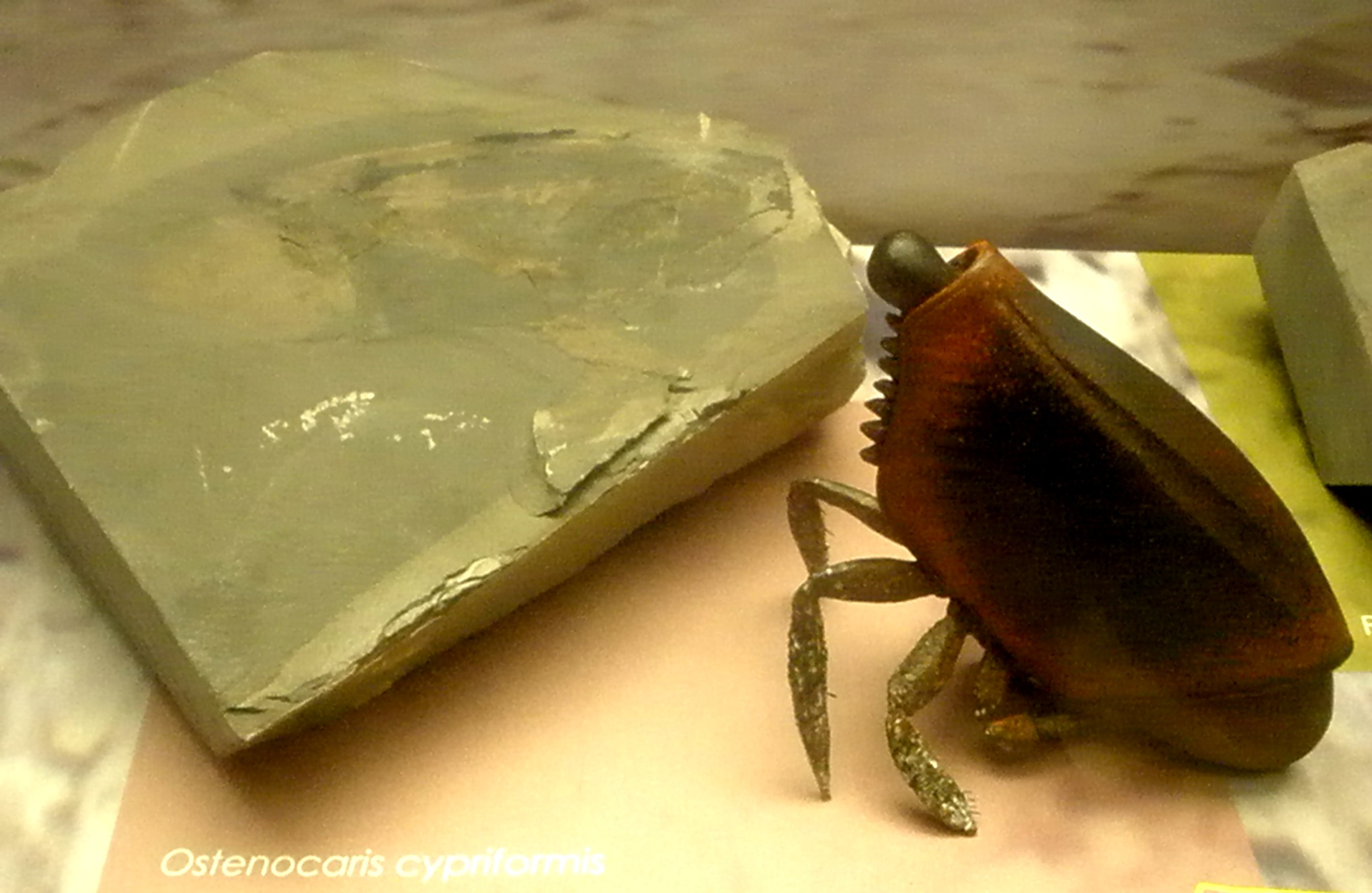
Ricostruzione del primo tilacocefalo descritto, Ostenocaris cypriformis, secondo l'interpretazione originale risalente ai primi anni '80 del secolo scorso, accanto a un esemplare fossile.[N 5] Qui la parte anteriore dell'organismo viene ipotizzata come rivolta verso il basso, priva di occhi e a contatto col sedimento (parzialmente infossata). Le appendici sono ricostruite come arti per la deambulazione.
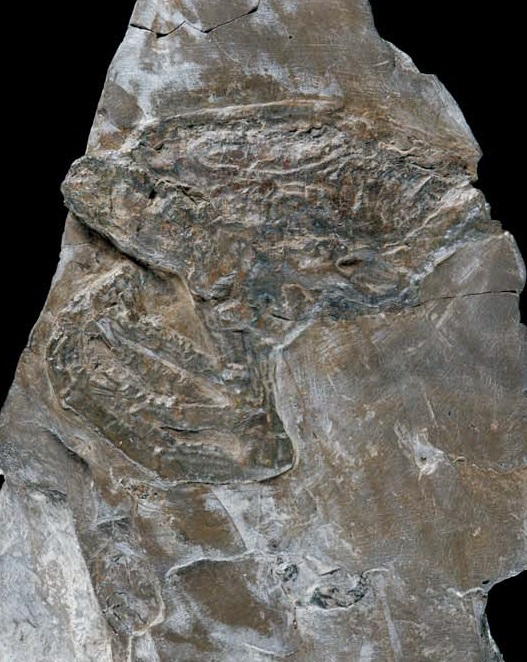
Fossile di tilacocefalo (Dollocaris ingens) dal giacimento lagerstätte di La Voulte, Francia (Giurassico medio - Calloviano inferiore). Nel fossile sono visibili il carapace, gli occhi e le appendici raptatorie.[N 6] Parte anteriore verso sinistra.
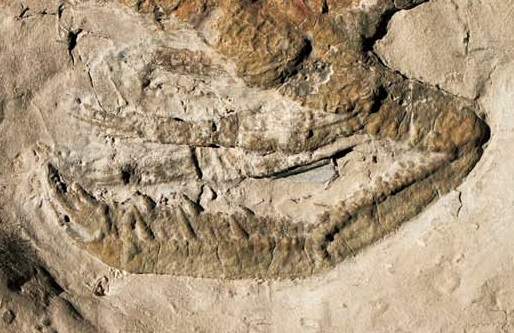
Dollocaris ingens da La Voulte, Francia (Giurassico medio - Calloviano inferiore). Particolare delle appendici ("zampe" raptatorie).[N 7] Parte anteriore verso sinistra. Notare che la chiusura delle zampe è dal basso verso l'alto.
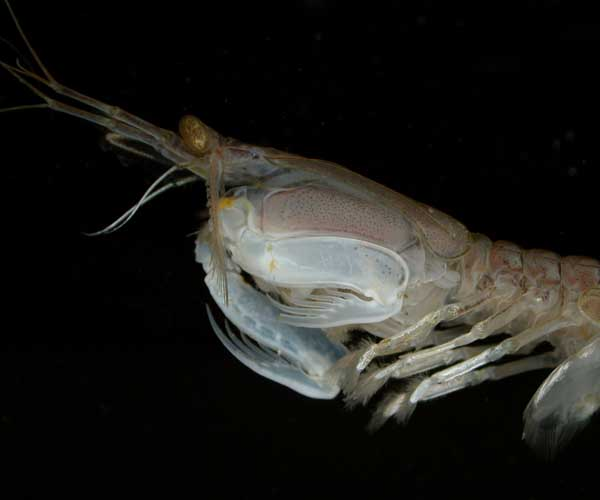
Un crostaceo attuale, uno stomatopode (canocchia); notare le appendici anteriori raptatorie: si tratta di appendici specializzate per la predazione. Anche qui la chiusura è dal basso verso l'alto.
Meccanismo di movimento di appendici raptatorie di canocchia, rappresentato mediante un modello biomeccanico in 2-D. Il movimento delle appendici dei tilacocefali potrebbe essere stato in parte simile, anche se non del tutto assimilabile per differenze nella disposizione dei segmenti delle appendici.
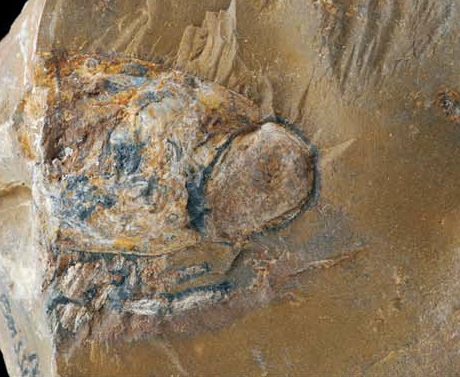
Dollocaris ingens da La Voulte in nodulo fosfatico. Parte anteriore. Particolare di occhio.
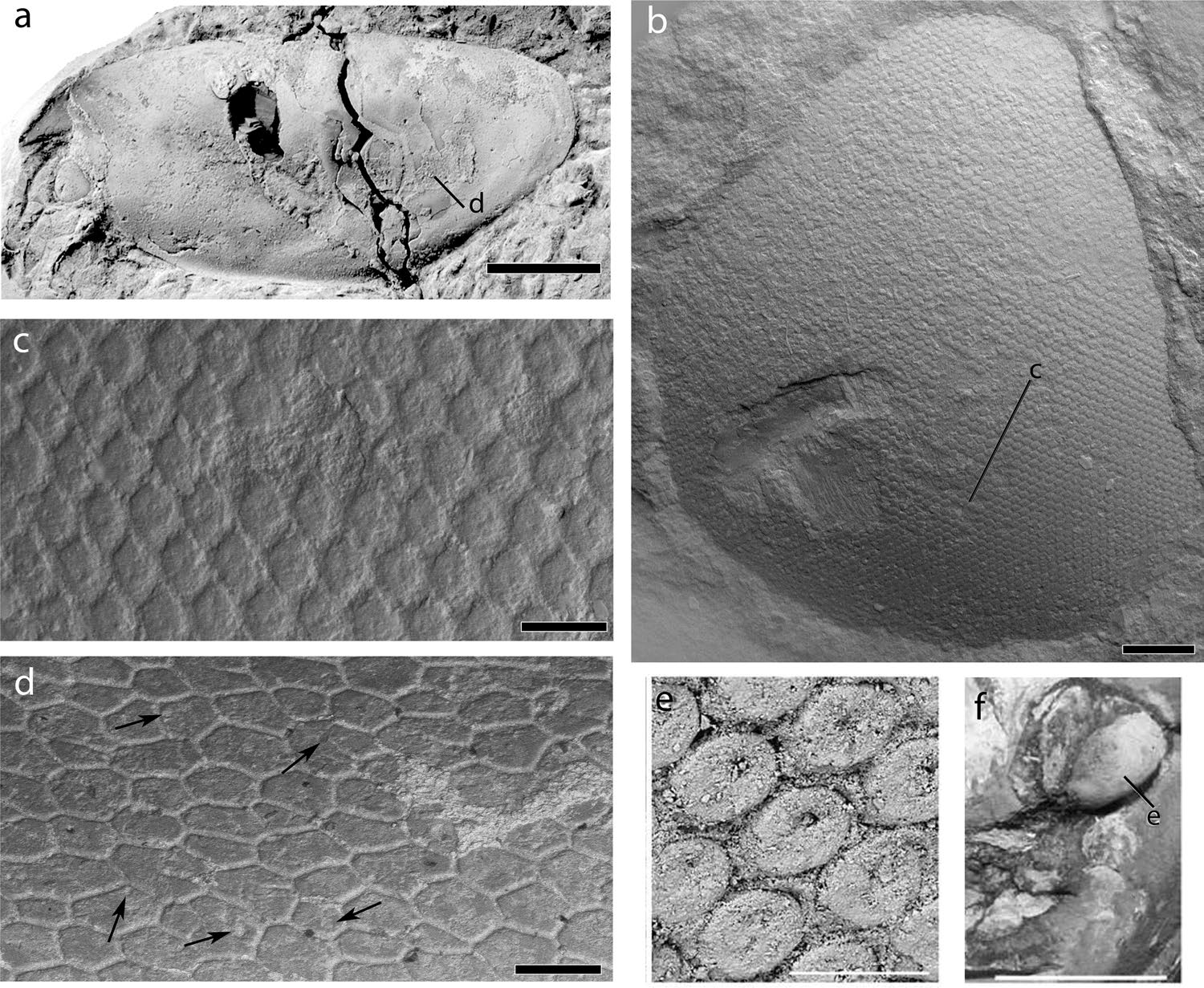
Fotografie al microscopio elettronico degli occhi del tilacocefalo devoniano Concavicaris submarinus. Sono riportati sia l'esemplare completo (a) che i particolari della microstruttura dell'occhio.
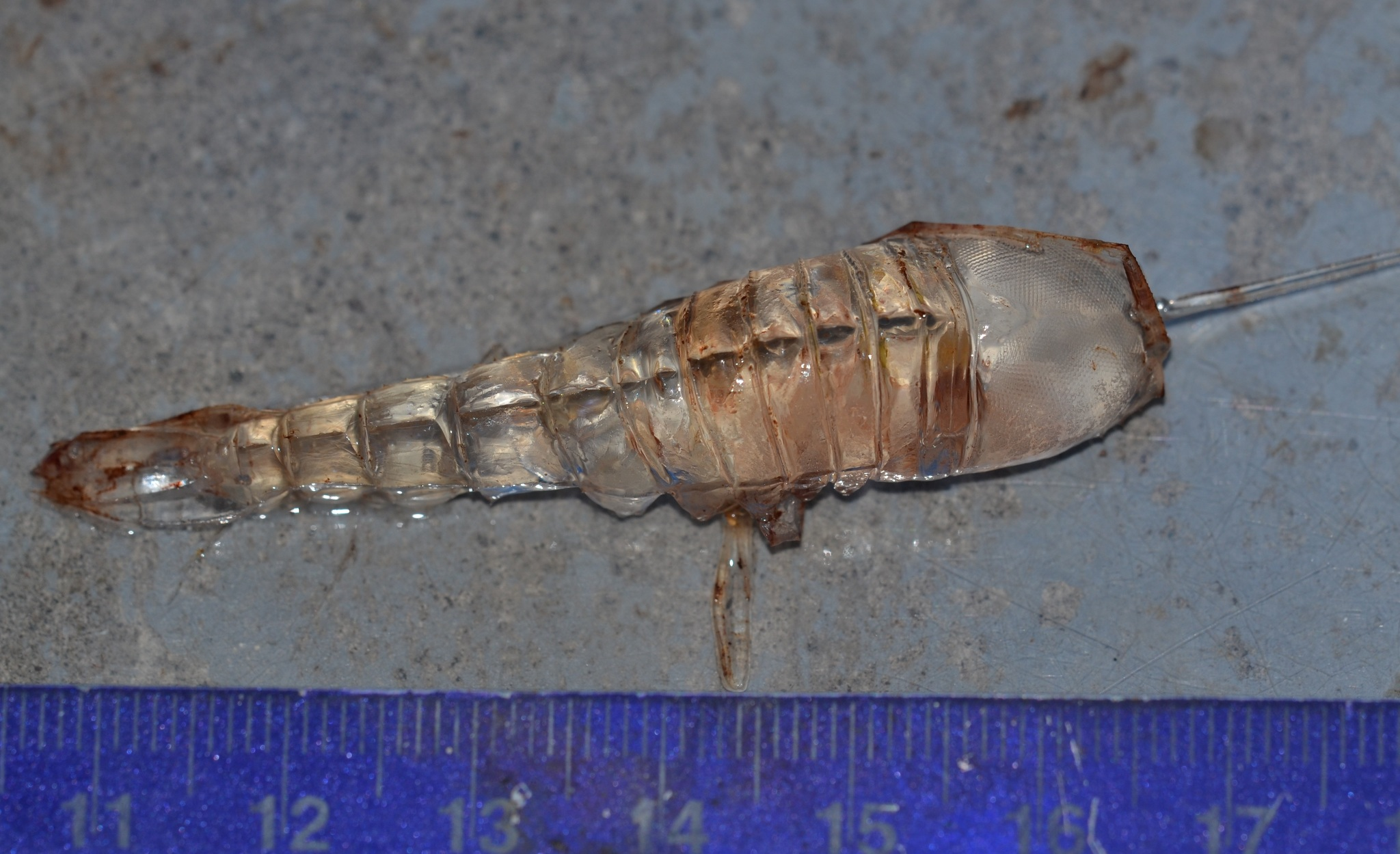
Crostaceo pelagico attuale del genere Cystisoma. Questi crostacei necto-planctonici vivono in un intervallo di profondità molto ampio (fino a 1000 m), e i loro enormi occhi compositi, che costituiscono la maggior parte del cephalon, sono adattati a condizioni di scarsa illuminazione. Gli occhi dei tilacocefali, che sono stati rinvenuti in contesti di mare profondo (maggiore di 200 m), risultano simili, anche per densità degli ommatidi.
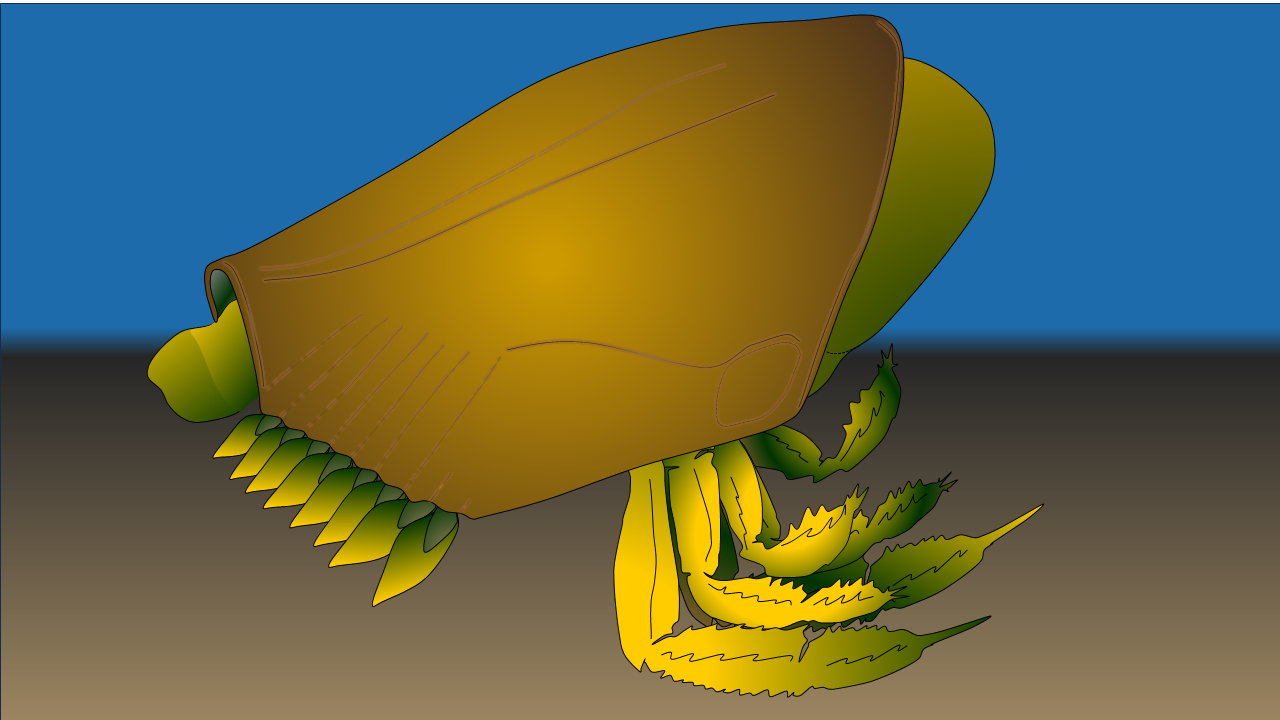
Ricostruzione di Ostenocaris cypriformis aggiornata rispetto agli studi più recenti. La parte anteriore è rivolta verso l'alto e le appendici posteriori hanno funzione deambulatoria e/o natatoria,[N 8] mentre le appendici più sviluppate sono rivolte in avanti, con funzione raptatoria. Il sacco cefalico è costituito pressoché interamente da occhi composti ipertrofici.
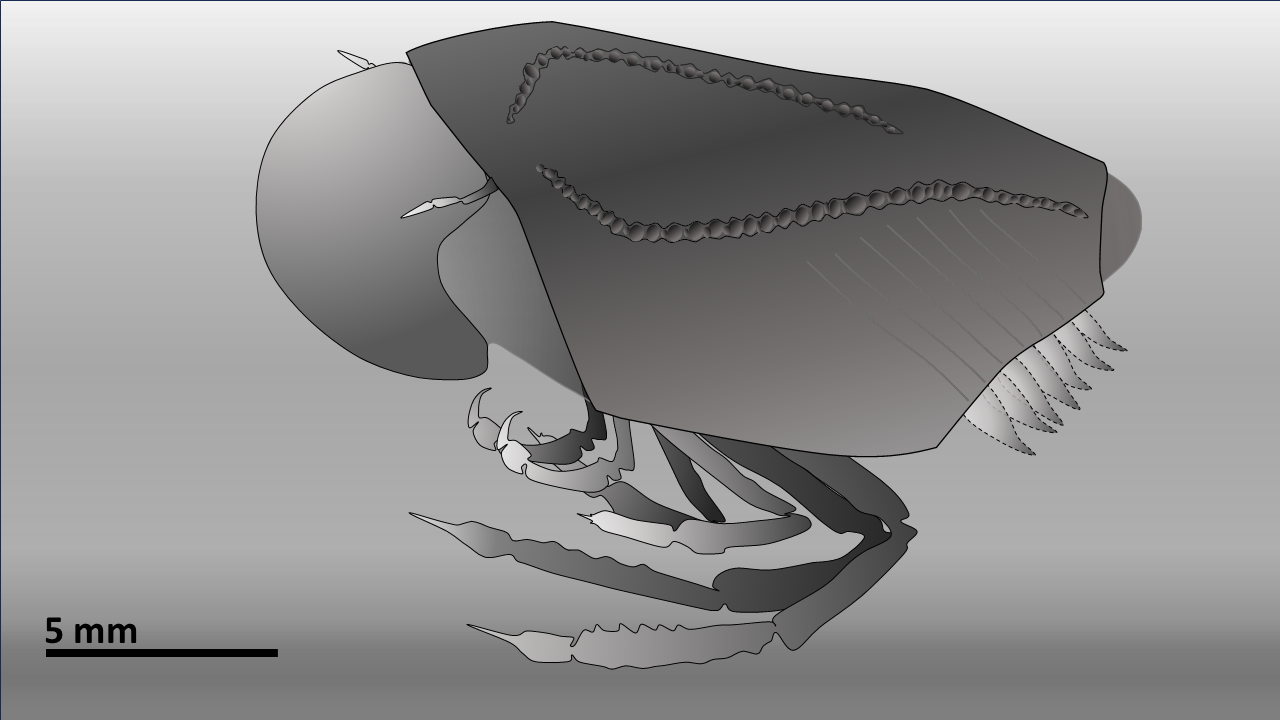
Ricostruzione tentativa di Ostenocaris ribeti, la seconda specie attribuita al genere, rinvenuta nel giacimento del Giurassico medio di La Voulte. Le appendici posteriori, non conservate nei fossili, sono ipotetiche.

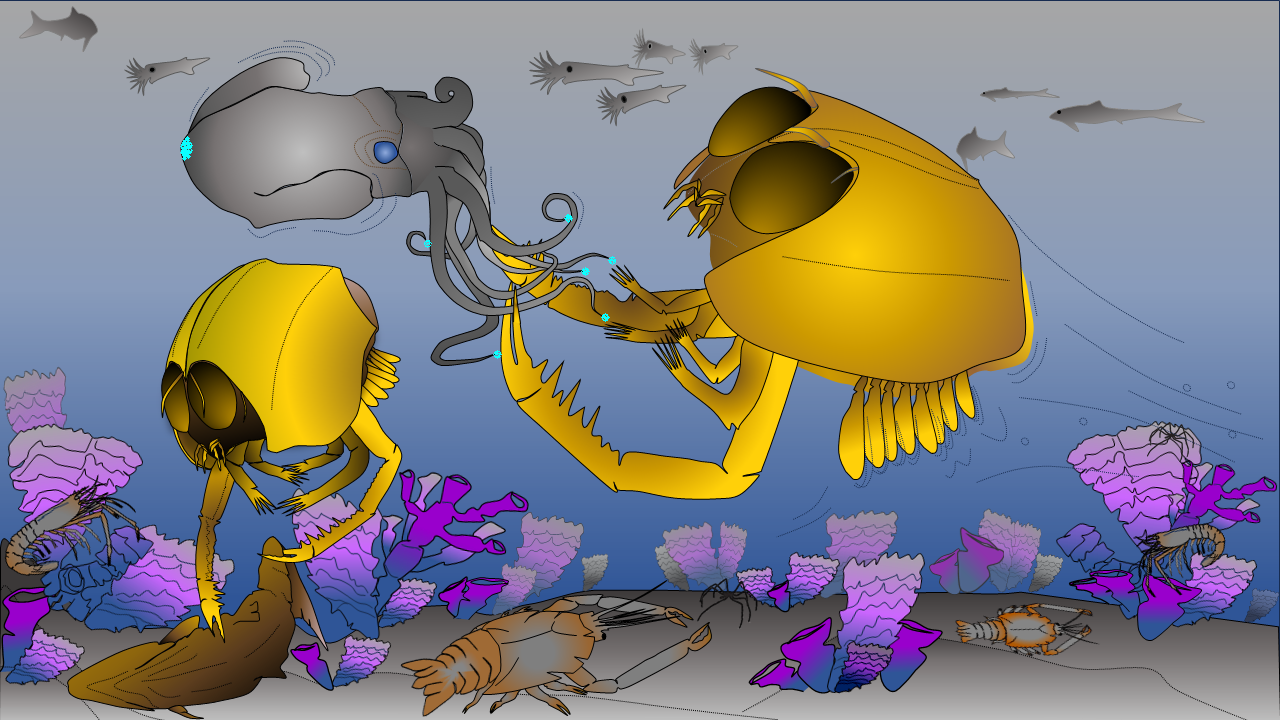
Una scena ricostruita ipoteticamente sulla base del materiale fossile del giacimento di La Voulte (Calloviano). Un tilacocefalo Dollocaris sp. tenta di predare un cefalopode di mare profondo (Proteroctopus ribeti); un altro Dollocaris inizia a smembrare una carcassa di pesce teleosteo per nutrirsene. Il fondale è ricoperto di spugne silicee; gli artropodi sono il gruppo faunistico dominante; nella colonna d'acqua sono presenti pesci e cefalopodi.
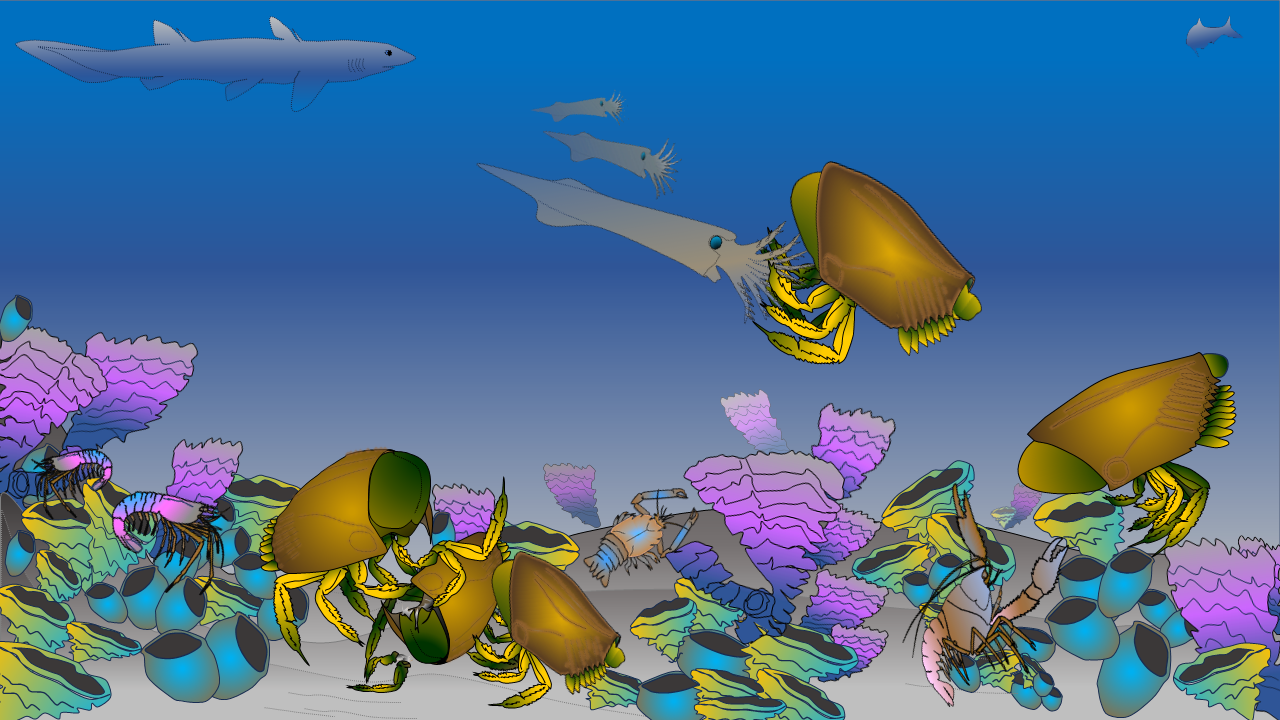
Ricostruzione artistica di una scena ipotetica relativa al giacimento di Osteno (Sinemuriano - Giurassico inferiore). Tilacocefali Ostenocaris cypriformis sono a caccia di cefalopodi (Ostenoteuthis) e di altri artropodi (Coleia, Phlyctisoma) . Il sedimento, ricchissimo di spicole di spugne silicee, indica che queste forme erano comuni. Lo squaliforme Paleospinax pinnai passa sullo sfondo.

### I paleoambienti: dove vivevano gli organismi fossili

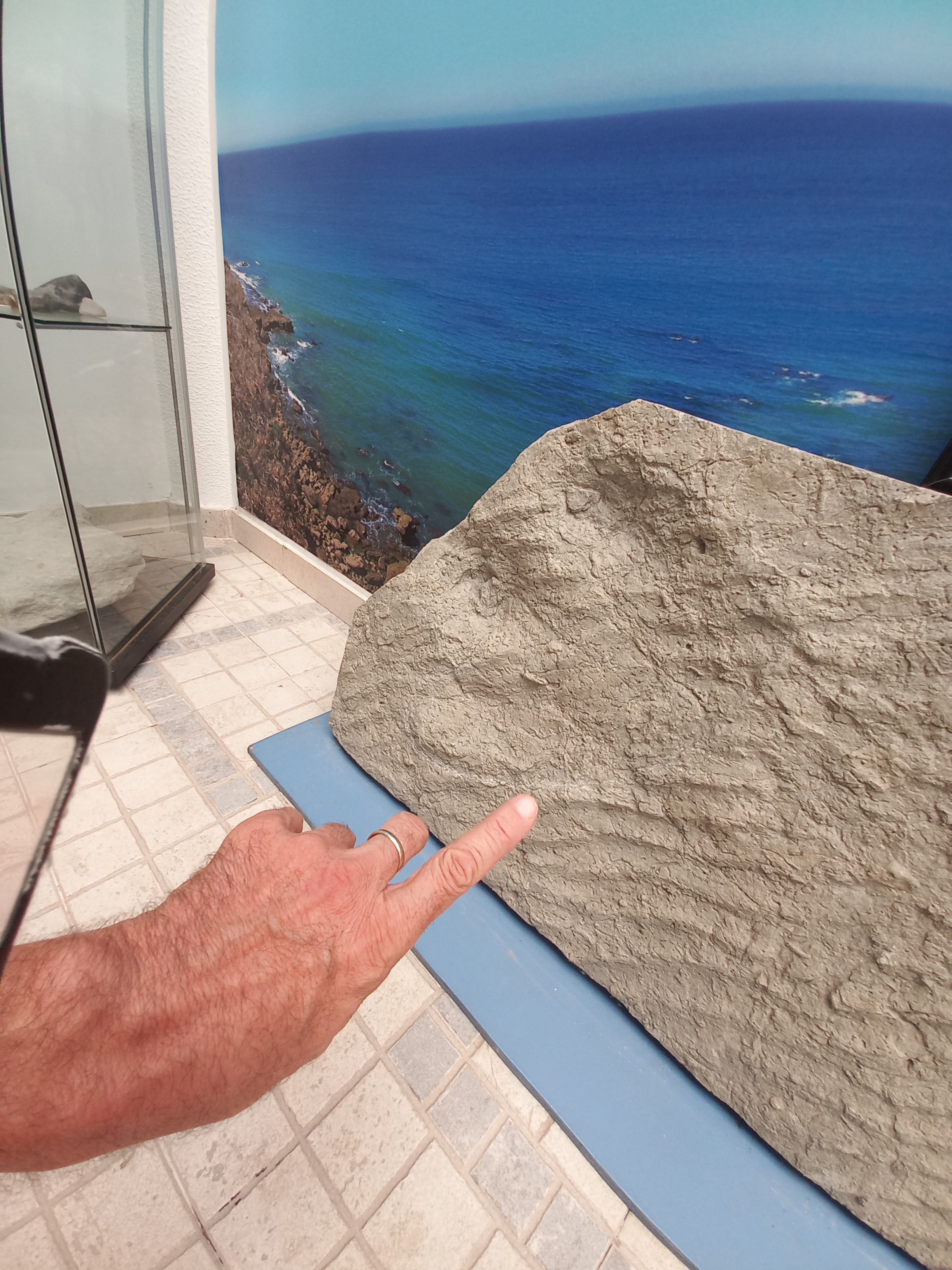
Impronta di dinosauro teropode su strato di arenaria fluviale con ripple marks. Formazione di Lourinhã (Giurassico superiore, Portogallo centro-occidentale).

Un aiuto consistente nella ricostruzione di paleoarte può venire da elementi tratti dal sedimento che ingloba i fossili: tra questi, particolare rilievo hanno le tracce fossili (la cosiddetta icnofacies), che comprendono le tracce di deambulazione (ad esempio le impronte di dinosauri e altri vertebrati, come anche di invertebrati come i trilobiti), e strutture abitative ("tane") o di nutrizione ("gallerie" nel sedimento). Anche le tracce di predazione (impronte di denti o altre evidenze di perforazione, rottura e smembramento intenzionale su ossa, conchiglie o gusci) possono costituire importanti indicazioni di relazioni trofiche tra organismi: classici esempi sono le impronte di denti di mosasauri su conchiglie di ammoniti e nautiloidi, oppure tracce di morsi su carapaci di trilobiti, o ancora tracce di scarnificazione e di denti su ossa di vertebrati (o persino denti ancora infissi nelle ossa stesse), tutto ciò essendo oggetto di studio della tafonomia, la branca della paleontologia che si occupa della storia di un organismo a partire dal momento della morte e del seppellimento fino alla fossilizzazione.
Anche l'eventuale inserimento degli organismi ricostruiti nel loro ambiente di vita non può prescindere dalla conoscenza degli elementi di cui dispongono i geologi per la ricostruzione degli ambienti naturali, soprattutto la sedimentologia, che permette di definire gli ambienti sedimentari, e quindi l'ambiente fisico in cui vivevano gli organismi, la paleobotanica, che consente di "vestire" la ricostruzione dell'ambente fisico con un manto vegetale appropriato all'epoca, alla latitudine e al clima, e la micropaleontologia, che può dare indicazioni sul tipo di ambiente (marino, lacustre, continentale...) e sulla profondità delle acque, o ancora sulle specie vegetali presenti (studiando spore e pollini o alghe) e quindi sulla paleoclimatologia.
Particolare importanza ha la conoscenza dell'associazione degli organismi fossili che si rinvengono entro il sedimento (tanatocenosi), e le sue relazioni con la probabile biocenosi originaria (la comunità degli organismi viventi in un determinato momento e luogo), necessarie per la ricostruzione della paleoecologia degli organismi fossili, che deve essere mediata attraverso la comparazione con le biocenosi attuali per analogia.
Un lavoro di paleoarte può essere anche focalizzato più sulla ricostruzione del paleoambiente (e quindi dell'ecosistema) che non sulla ricostruzione fisica di un singolo organismo, o degli organismi che lo compongono, che in questo caso possono essere resi con minore dettaglio, perché quello che interessa è la loro associazione e i rapporti con il contesto ambientale. Questo campo di ricerca della paleoecologia si definisce paleosinecologia, che studia le associazioni di organismi, ovvero le comunità fossili, e ne ricostruisce il rapporto con le originarie biocenosi.

Esempio di ricostruzione paleoambientale a partire da dati geologici e paleontologici, visualizzata mediante lavori di paleoarte: la Formazione di Tremp, datata al tardo Maastrichtiano (Cretacico superiore) - Pirenei (Spagna). Si tratta di un sistema alluvionale e marino-marginale in cui sono stati rinvenuti resti e impronte di dinosauri datati agli ultimi 300000 anni prima dell'Estinzione di massa del Cretaceo-Paleogene, di notevole importanza per comprendere la composizione e lo sviluppo delle faune nei tempi immediatamente antecedenti la crisi biologica.
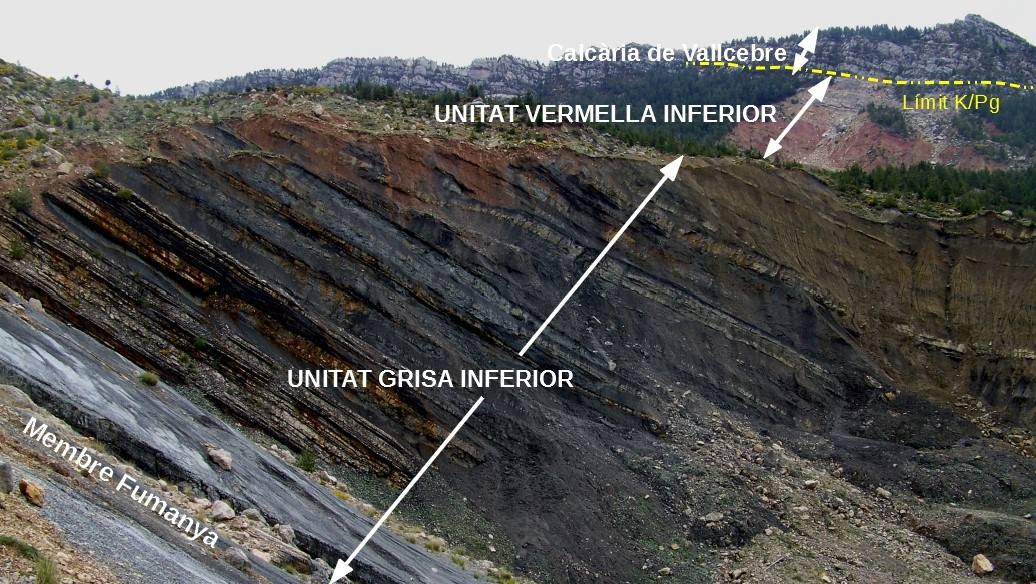
Veduta di un affioramento della Formazione di Tremp Cretacico superiore (Maastrichtiano terminale), Spagna. Visibile in alto il limite Cretacico-Paleocene.
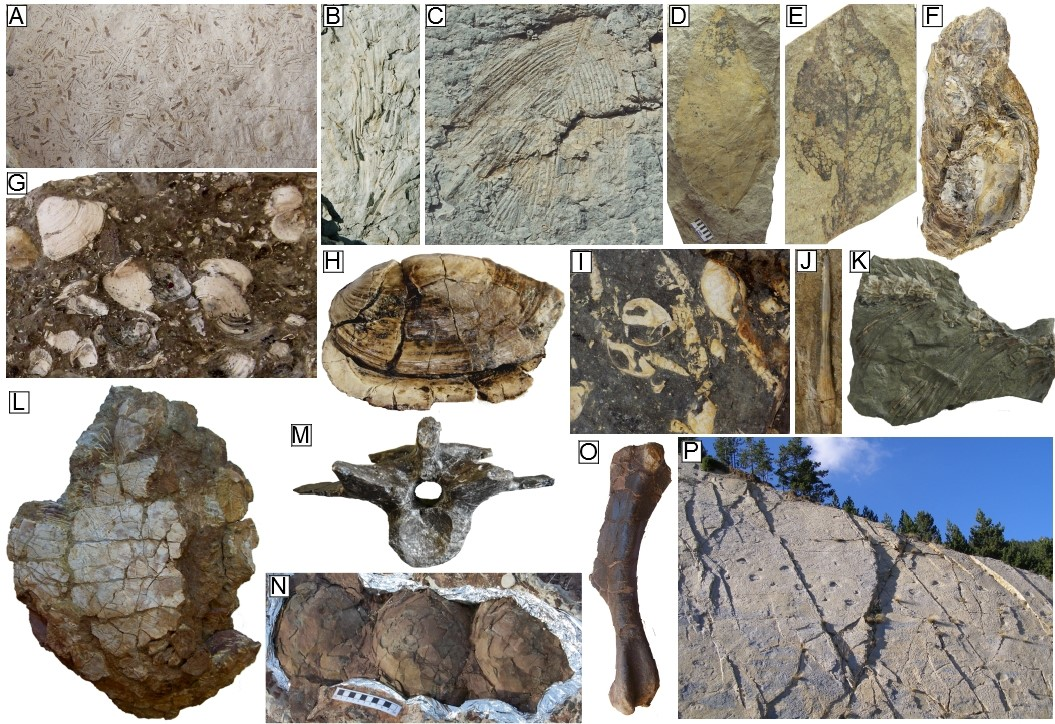
La paleocomunità (tanatocenosi) della Formazione di Tremp Cretacico superiore (Maastrichtiano terminale), Spagna pirenaica; A) alghe caracee (facies lacustre); B) fronda di conifera; C) fronda di palma; D-E) foglie di angiosperme; F) valva di ostrica; G-H) bivalvi d'acqua dolce-salmastra; I) gasteropodi d'acqua salmastra; J) spina caudale di razza; K) colonna vertebrale di pesce; L) carapace di tartaruga d'acqua dolce; M) vertebra di coccodrillo; N) uova di dinosauro titanosauro; O) omero di adrosauro; P) impronte di dinosauri.
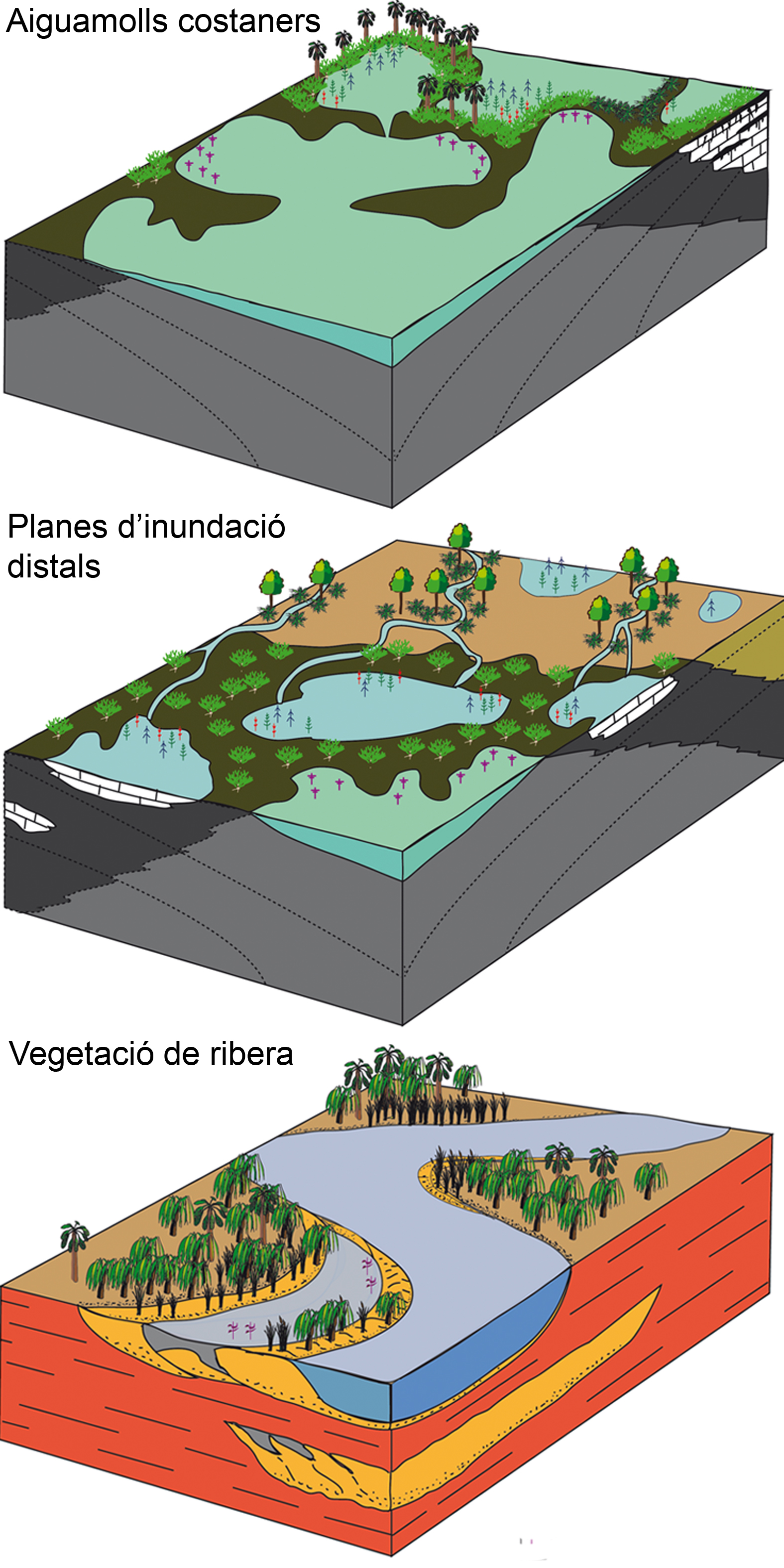
Interpretazione paleo-ambientale, con determinazione della tipologia di vegetazione, della Formazione di Tremp Cretacico superiore (Maastrichtiano terminale), Spagna
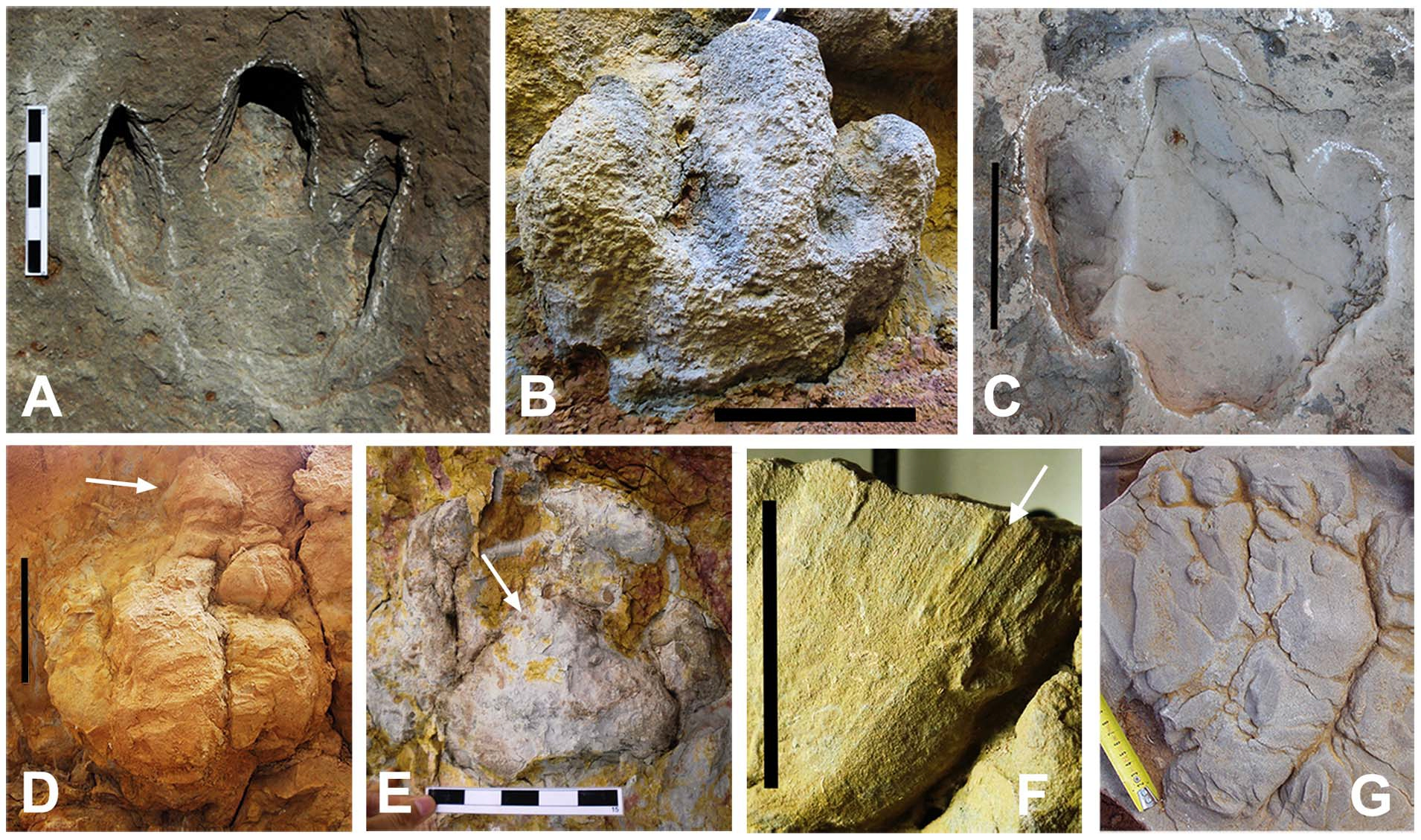
Impronte di adrosauro nella Formazione di Tremp Cretacico superiore (Maastrichtiano terminale), Spagna.
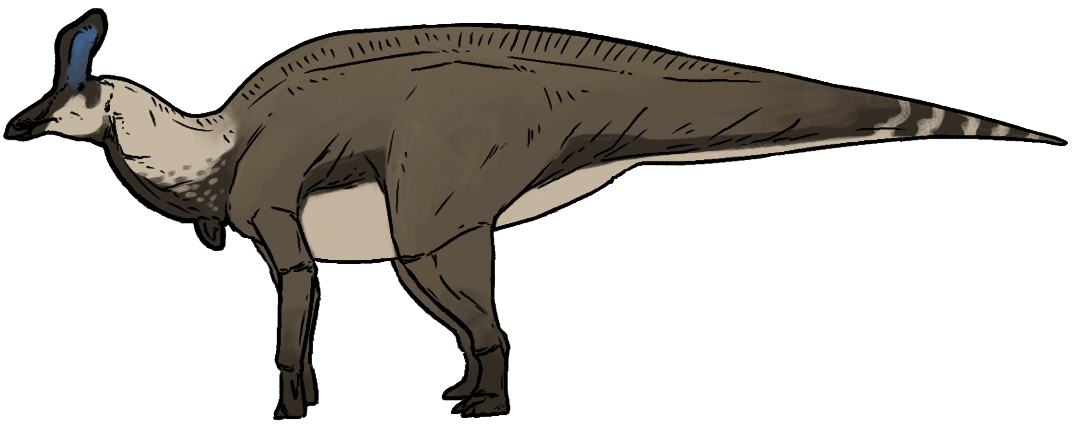
Ricostruzione di uno degli adrosauri della Formazione di Tremp: Pararhabdodon isonensis, un lambeosaurino.
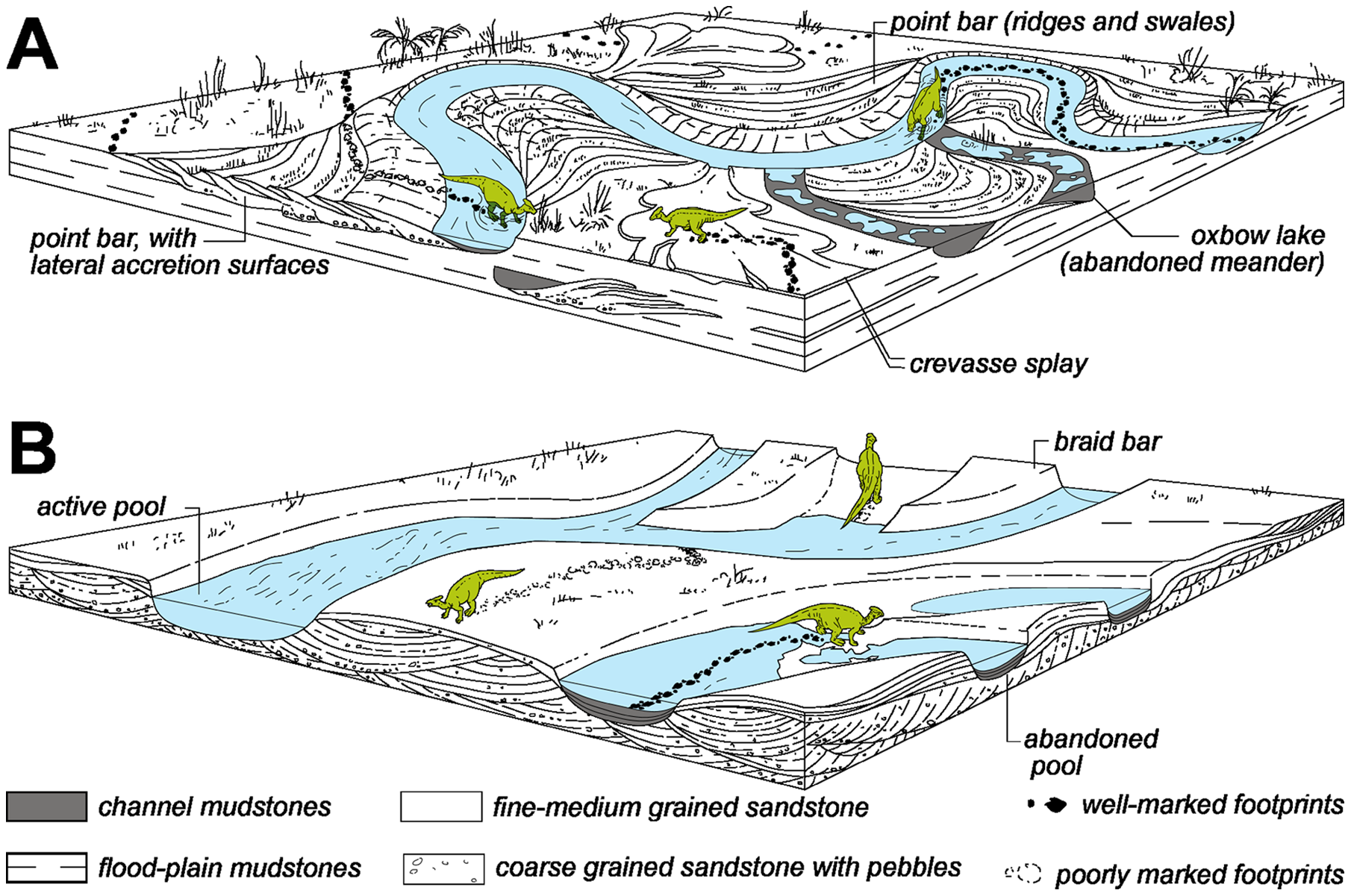
Ricostruzione paleoambientale artistica della collocazione di impronte di adrosauro in un contesto fluviale a meandri (a) e braided (b). Cretacico superiore (Maastrichtiano terminale) - Formazione di Tremp (Pirenei, Spagna). I dinosauri si muovevano soprattutto nelle piane alluvionali in tempo di magra fluviale, sia nei sistemi a meandri che in quelle a regime torrentizio; la maggior parte delle impronte (e le meglio conservate) si rinvengono entro i canali fluviali e nelle facies di tracimazione (crevasse splay). L'analisi permette tra l'altro di confermare la presenza degli adrosauridi nel tardo Maastrichtiano in Europa.
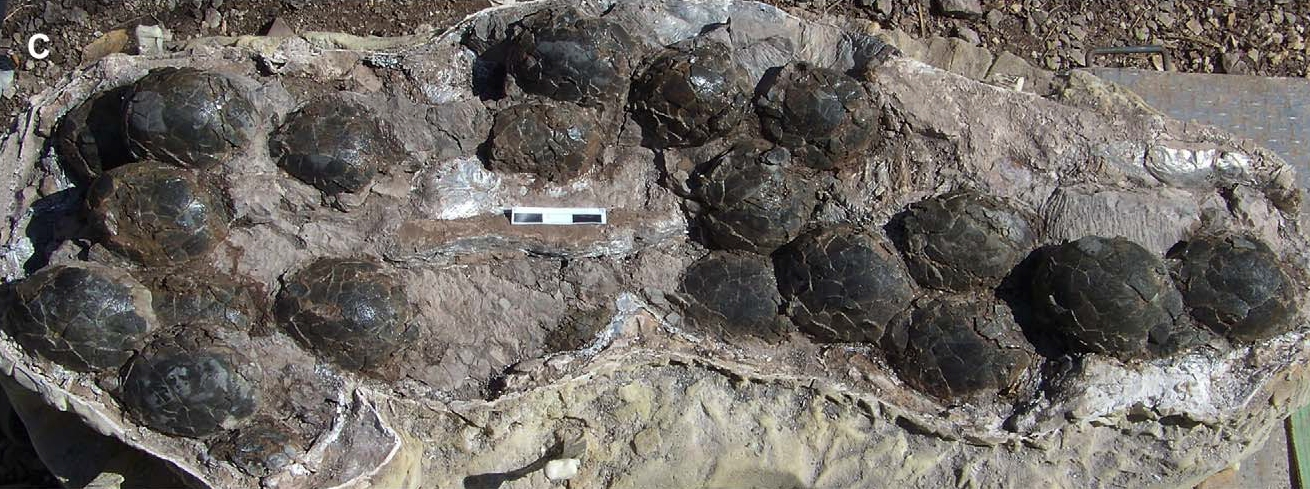
Raggruppamento di uova fossili attribuite a titanosauri dalla Formazione di Tremp.
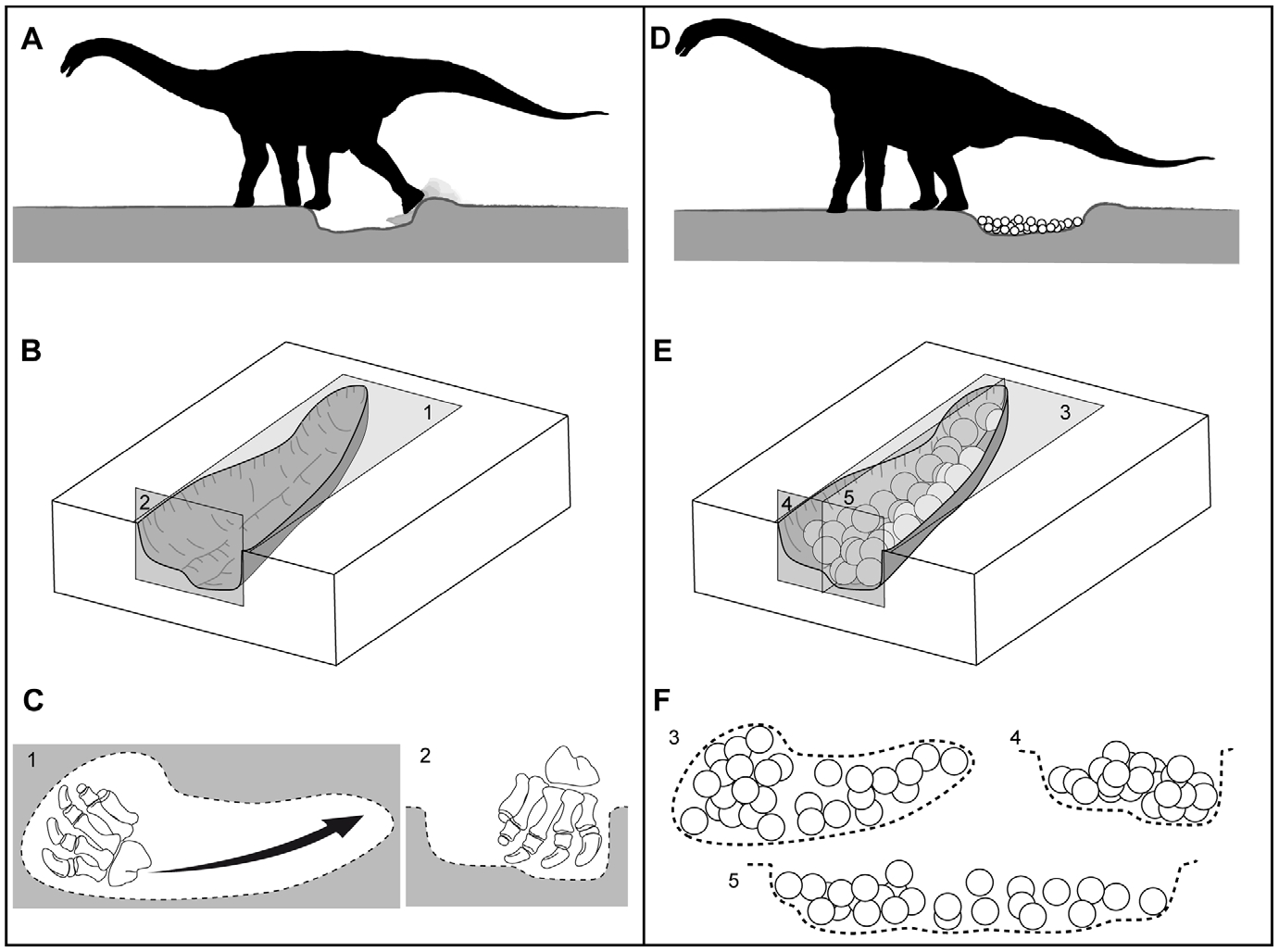
Ricostruzione interpretativa dello scavo di un "nido" e della deposizione delle uova da parte di titanosauri, basata sulla comparazione tra la morfologia dei cluster di uova e delle depressioni in cui sono state rinvenute, e su quella degli arti dei dinosauri.

## Storia

### Le origini

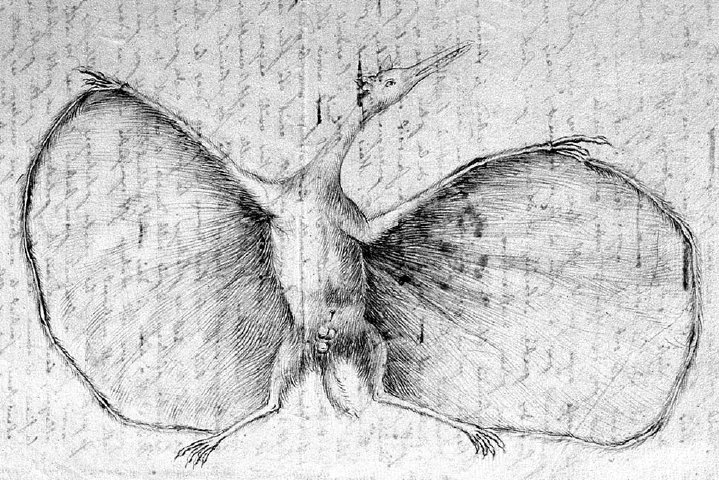
La ricostruzione di pterodattilo di Hermann.

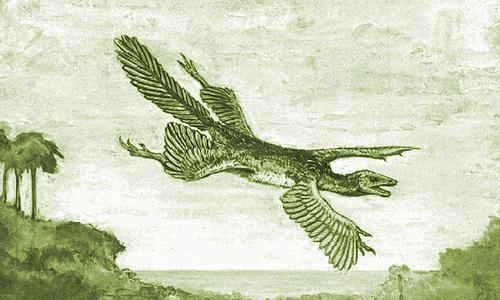
Nel 1915, molto prima della scoperta di Microraptor, o comunque di qualsiasi dinosauro piumato, il naturalista Wiliam Beebe ipotizzò che ad un certo punto dell'evoluzione degli uccelli esistessero animali con quattro ali, speculando che alcuni rettili avessero sviluppato piume planando di albero in albero su tutti e quattro gli arti, chiamando questo antenato Tetrapteryx, illustrandolo in un disegno.

Verso la fine del XVIII secolo, apparirono le prime ricostruzioni di rettili volanti. L'interesse nacque attorno al pterosauro ritrovato in Germania nel 1784 da  Cosimo Collini, che questi interpretò erroneamente come una creatura marina. Sebbene quest'interpretazione restò a lungo prevalente, Georges Cuvier suggerì nel 1801 che questi animali potessero essere capaci di volare. Il collega Jean Hermann di Strasburgo inviò a Cuvier una ricostruzione dello pterosauro: nel disegno l'animale viene interpretato come un animale con peli intermedio fra uccelli e quadrupedi, somigliante in un certo modo ai pipistrelli.

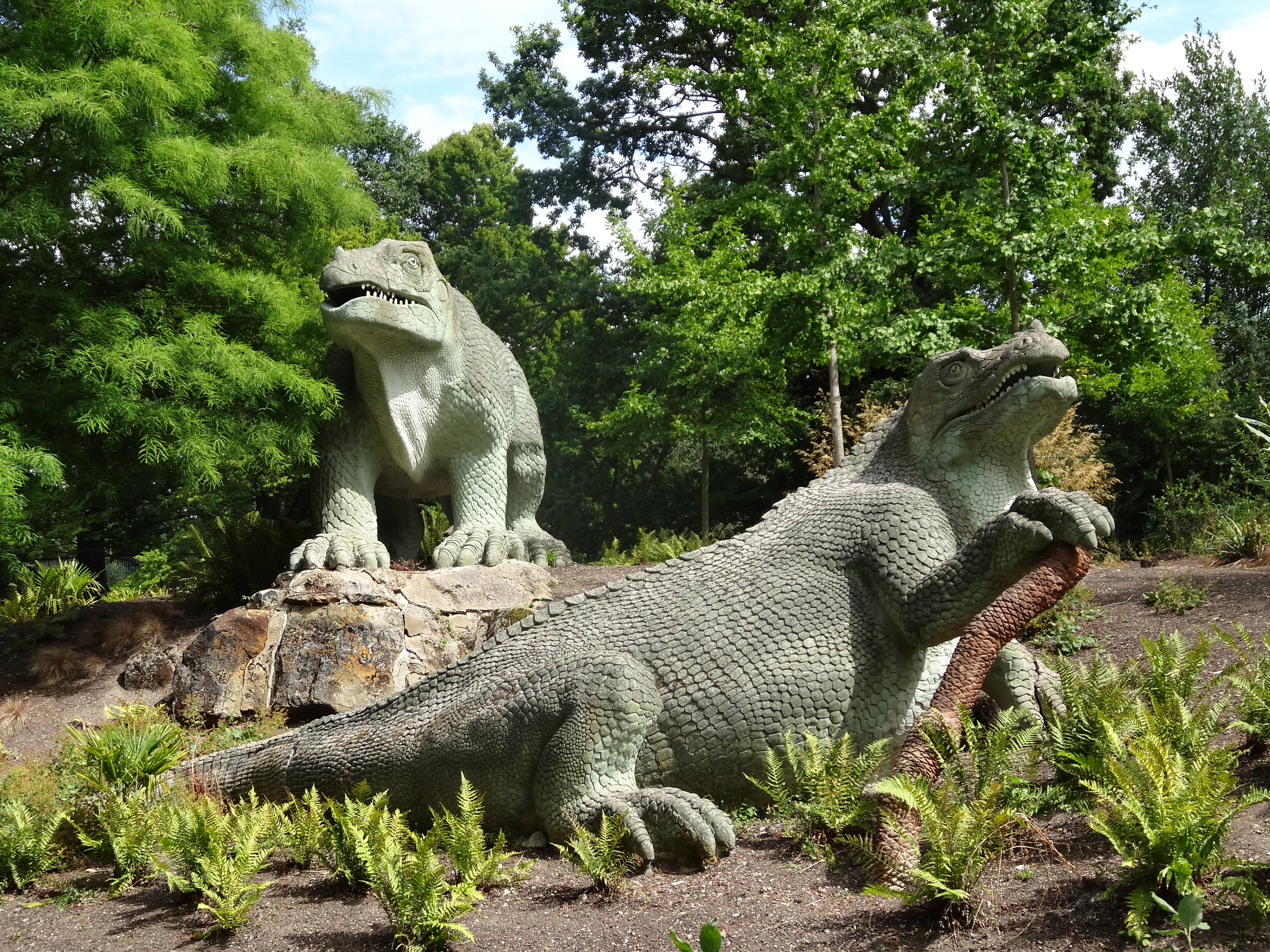
Coppia di Iguanodon del Crystal Palace dei primi anni 1850.

#### GliIguanodondel Crystal Palace
Alla fine del XIX secolo, gli animali marini estinti sono oggetto di rappresentazioni artistiche. Sin dal lavoro pionieristico di Sir Richard Owen nel 1842, la paleoarte è stato un importante mezzo di divulgazione delle conoscenze sui dinosauri. Assieme a Benjamin Waterhouse Hawkins, Owen ha aiutato a creare la prima scultura in grandezza reale di dinosauri, come pensava potessero essere. Se alcuni modelli erano stati creati inizialmente per l'Esposizione universale di Londra del 1851, trentatré di essi furono fatti in occasione dello spostamento del Crystal Palace nel 1854, da Hyde Park a Sydenham, nel sud di Londra. Le sculture dei vari animali preistorici erano di cemento colato su una struttura di acciaio e mattoni; in particolare erano inclusi nella collezione due Iguanodon, uno in piedi e l'altro sdraiato. Le sculture divennero molto popolari, tant'è che già nel 1859 se ne commercializzavano al pubblico statuette in scala. Nel 1849 però, Gideon Mantell si rese conto che l'Iguanodon, animale da lui scoperto, non era pesante e simile ai pachidermi, come Owen l'aveva rappresentato, bensì un animale più agile, dalle zampe anteriori snelle.  La sua morte nel 1852 l'impedì di partecipare alla ricostruzione del Crystal Palace e la visione di Owen rimase quella impressa al pubblico. Anche se gli Iguanodon sono sempre nel parco, il loro aspetto è ormai superato sotto molti aspetti.
Queste prime rappresentazioni di dinosauri, costruite su conoscenze parziali, hanno influenzato molto la cultura di massa tant'è che a tutt'oggi sono parte dell'immaginario collettivo, malgrado che nuove scoperte le abbiano reso obsolete.

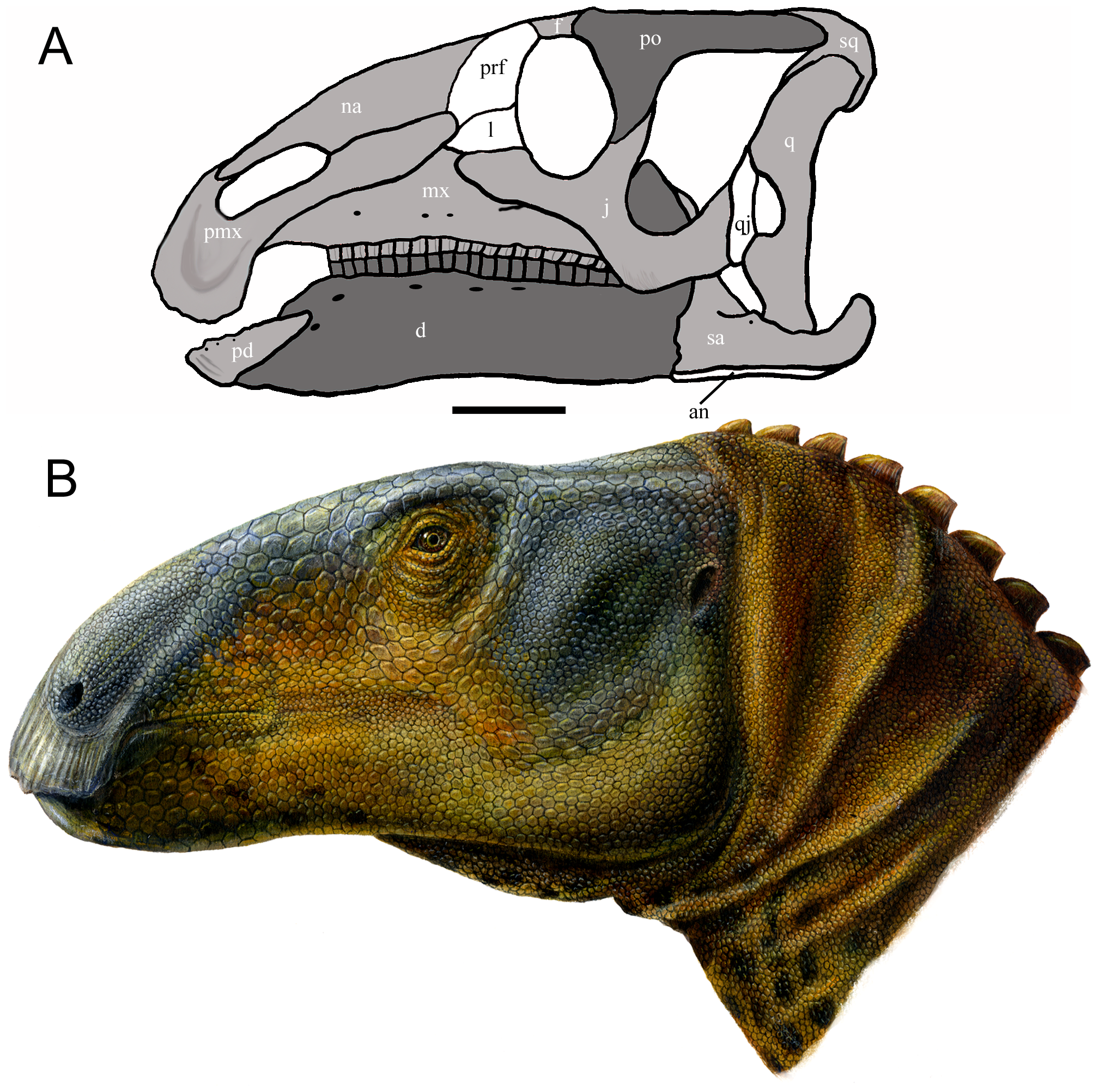
Ricostruzione paleoartistica della testa di Eolambia (L. Panzarin e A.T. McDonald)

### Paleoarte moderna

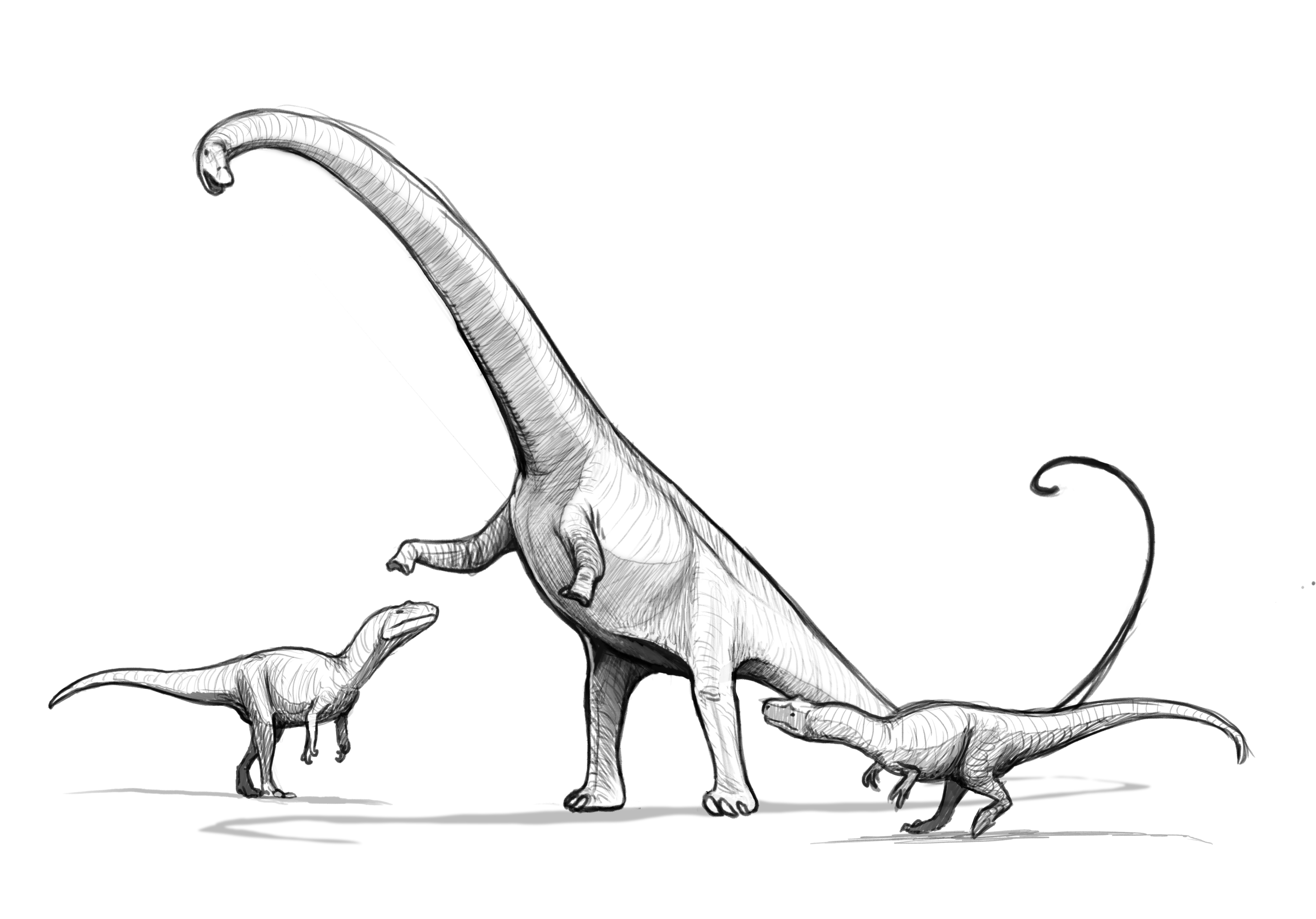
Schizzo di Fred Wierum di Barosaurus attaccato da due Allosauri

Il vero salto di qualità della paleoarte avvenne alla fine del XIX secolo, grazie all'artista statunitense Charles R. Knight. Knight usò l'anatomia comparata per rappresentare gli animali fossili, mirando a ricostruire i tessuti molli e, finalmente, l'apparenza esterna dei dinosauri. Seguiva, per il suo lavoro, una tecnica che aggiungeva strati su strati, partendo dalla struttura ossea, riuscendo a rappresentare correttamente postura ed aspetto dell'animale. Le sue rappresentazioni superarono rapidamente in realismo tutte le precedenti dell'epoca vittoriana, anche grazie alla sua stretta collaborazione con il paleontologo Henry Fairfield Osborn.
Durante tutto il XX secolo, molti altri artisti si cimentarono nella rappresentazione di specie estinte, fra cui Zdeněk Burian, Jay Matternes e Rudolph Zallinger; quest'ultimo vinse nel 1949 il Premio Pulitzer per la pittura. Grazie alla collaborazione con paleontologi e paleobotanici, la ricostruzione dell'aspetto di animali preistorici è diventata una rappresentazione della conoscenza scientifica del momento. L'aspetto raffigurato di animali è mutato quindi nel tempo, modificandosi con il progredire delle scoperte scientifiche.
Verso la fine del XX secolo, vi è stato un ritorno alla moda dei dinosauri. Nel 1986, il paleontologo Robert Bakker pubblica Dinosaurs Heresies, libro nel quale rivoluziona la concezione anatomica e metabolica dei dinosauri. Suggerisce una loro natura di animali a sangue caldo e dal modo di vita attivo, cambiando radicalmente l'idea stabilita di dinosauri a sangue freddo e indolenti. Bakker fa anche l'accostamento fra i dinosauri, come possibili antenati degli uccelli moderni.
In questo periodo di rinascita d'interesse per la preistoria, si sono moltiplicate le ricostruzioni di animali estinti dove gli artisti hanno prestato un orecchio più attento alle nuove scoperte scientifiche.
Se da un lato si sono viste creazioni il più possibile fedeli a quanto ipotizzato dalla scienza, è anche apparso un filone di paleoarte sensazionalistica, dove gli animali appaiono molto spesso aggressivi e producendo vocalizzi e ruggiti improbabili. Molti autori sono anche saltati acriticamente su alcune scoperte, come l'esistenza di dinosauri piumati nel Mesozoico, mentre altri l'hanno volontariamente tralasciata per motivi dettati dalla necessità di impressionare il pubblico.
Ancora una volta queste pur moderne rappresentazioni nascono da un'errata interpretazione dei ritrovamenti fossili: l'uso del piumaggio nascerebbe come una protezione contro gli attacchi piuttosto che una forma di locomozione o per mantenere la temperatura corporea. Rimane quindi una certa resistenza alla nuova iconografia sui dinosauri, il cui realismo contrasta con le ricostruzioni di fantasia alle quali sia l'ambiente scientifico che il pubblico sono abituati.

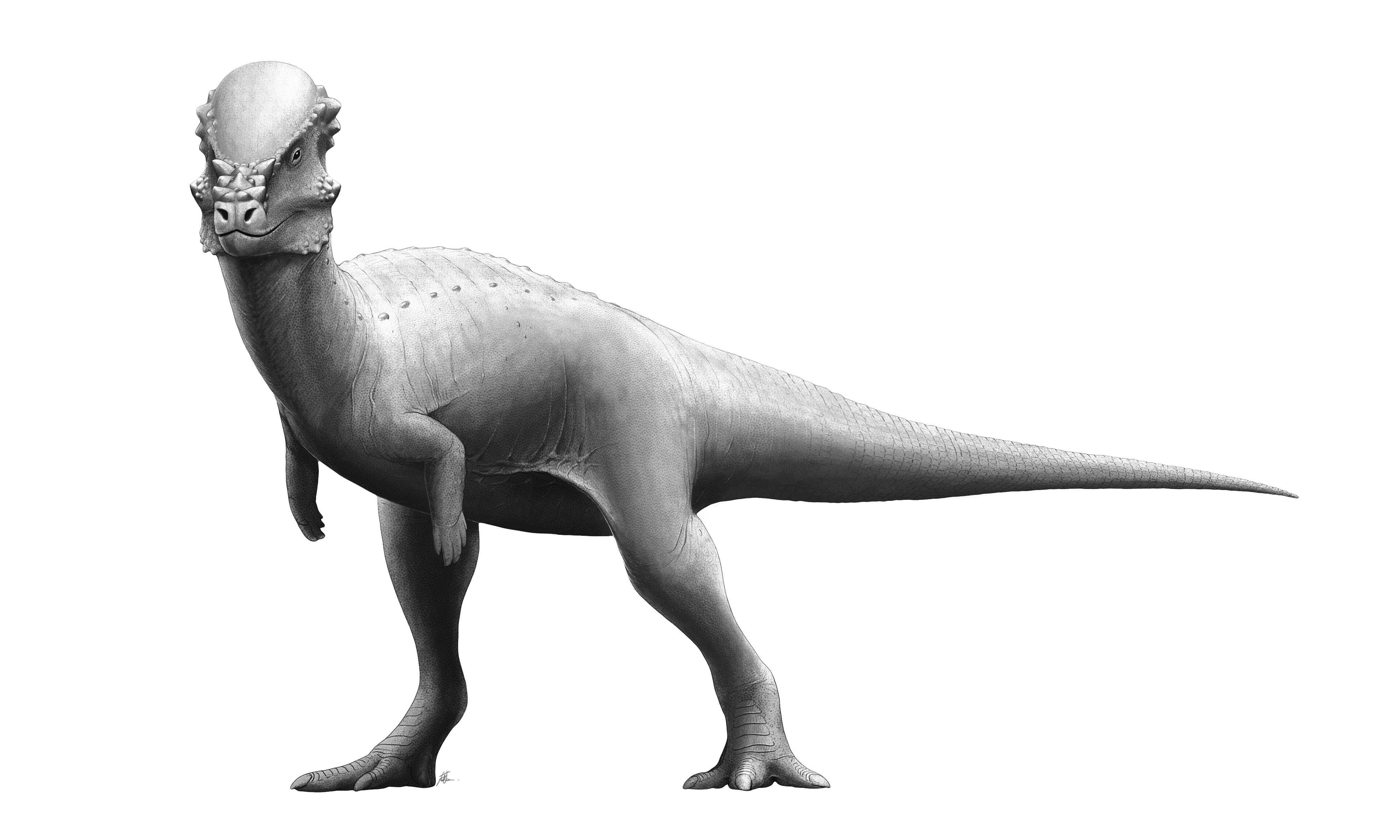
I Pachycephalosaurus con la loro caratteristica calotta cranica sono tra i soggetti preferiti della paleoarte

La paleoarte rimane comunque soggetto a speculazioni artistiche, dato che non tutto ricostruisce la paleontologia. Nei primi anni 2010, un gruppo di artisti ha dato vita ad alcune pubblicazioni sperimentali,  raffigurando dinosauri secondo le teorie più recenti. Questo filone mira a ravvivare l'interesse del pubblico per la scienza, piuttosto che per la spettacolarità dei disegni, e allo stesso tempo, spingere più in là la frontiera fra lavoro scientifico e rappresentazione artistica della natura.

### Paleoartismo

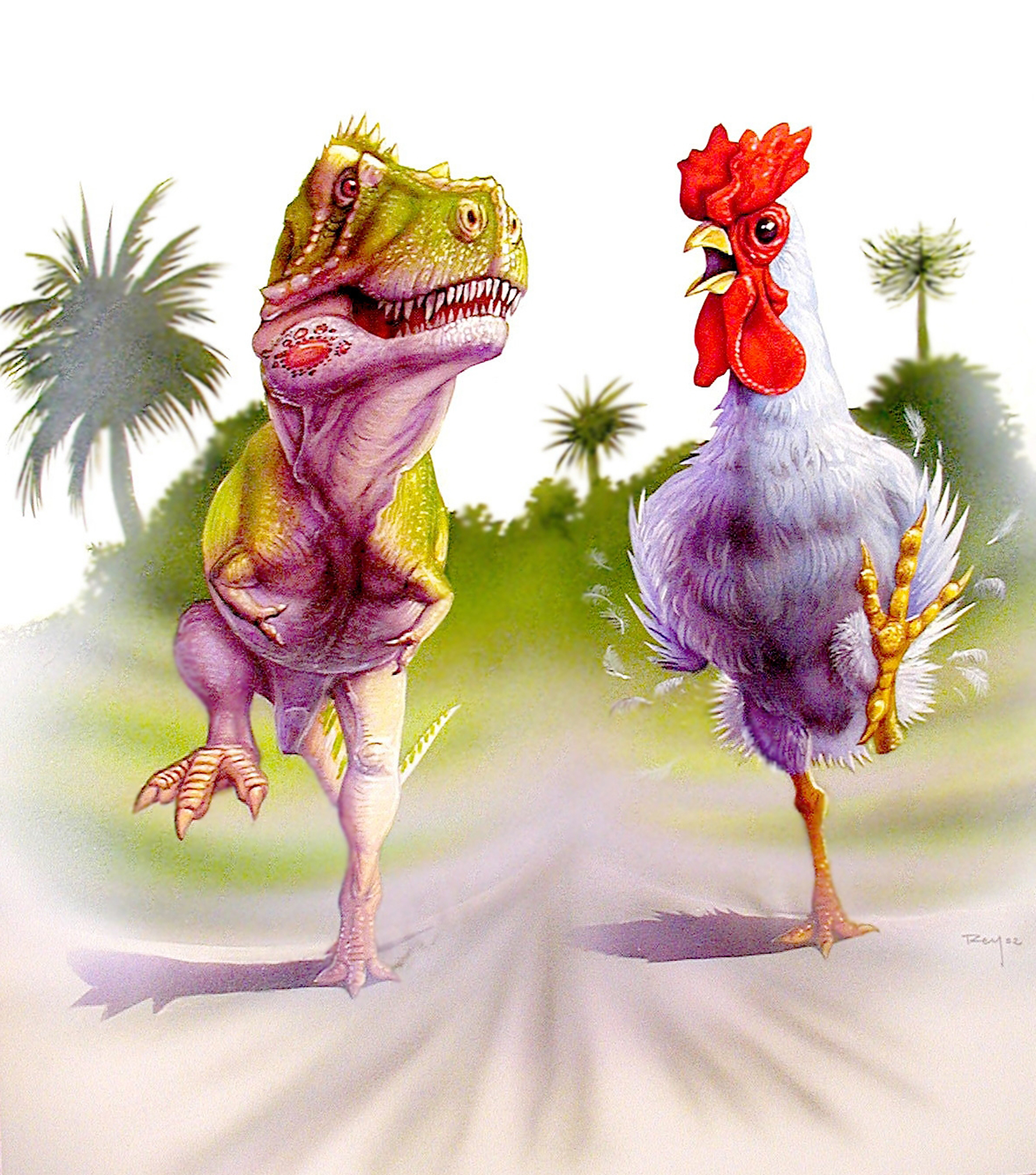
Un Tyrannosaurus rex non può correre veloce: per spostare 6 tonnellate di peso, un pollo delle stesse dimensioni dovrebbe avere zampe con muscoli equivalenti a circa 99% della sua massa corporea. Il confronto evidenzia che realisticamente il T. rex poteva spostarsi al massimo a 18 km/h.

L'approccio rigoroso richiesto dalla paleoarte è in evidente contrasto con tutto un filone di raffigurazioni irreali, sebbene popolari, di organismi estinti. Lavori poco precisi scientificamente hanno portato a rappresentazioni con proporzioni distorte o lacunose, ignorando aspetti noti alla scienza e favorendo ricostruzioni di fantasia che attribuiscono capacità impossibili alle creature (come una velocità eccessiva alla corsa del T. rex) o che le situano in contesti ambientali e geografici improbabili o che fanno incontrare animali separati da milioni di anni di evoluzione. Una causa è da cercarsi nell'impiego della case editrici di illustratori con scarsa famigliarità verso la biologia, che copiano altri lavori introducendo involontariamente degli errori.
L'eccesso di produzioni di immagini di dinosauri, che in molte occasioni non sono ricostruzioni scientificamente accurate dell'animale che intenderebbero mostrare ricostruito o non supportate da evidenze fossili, è stato definito "paleoartismo" dal paleontologo Andrea Cau; il problema posto dalle ricostruzioni non corrette aumenta quando la richiesta da parte musei e organizzazioni scientifiche di rappresentazioni di animali del passato viene rivolta ad artisti non in grado di eseguire ricostruzioni corrette.
Cau afferma che "il 90% della paleoarte che si vede di questi tempi sia brutta, inaccurata, triste e fastidiosa", con ricostruzioni innaturali in cui i dinosauri hanno la bocca spalancata, ruggiscono, sbavano o sgranano gli occhi, malamente disegnati con piume "probabilmente indotti dall'ossessione di "ricoprire di piume" i loro animali" e soprattutto "Tutti si fissano a fare le teste più sbalorditive, le posture più esuberanti, e poi cadono rovinosamente quando si tratta di rappresentare tutto ciò che sta distalmente al gomito".
A seguito di questa elevata produzione e diffusione di immagini ricostruttive spesso fantasiose, i paleontologi hanno iniziato una revisione di alcune interpretazioni effettuate dai paleoartisti, inclusi alcuni le cui opere sono state utilizzate anche per illustrare testi scientifici e divulgativi sui dinosauri e ciò avviene in particolare per quei paleoartisti qualificati come ricercatori indipendenti e non associati ad alcuna istituzione accademica e senza una qualifica in scienze della terra o in biologia.

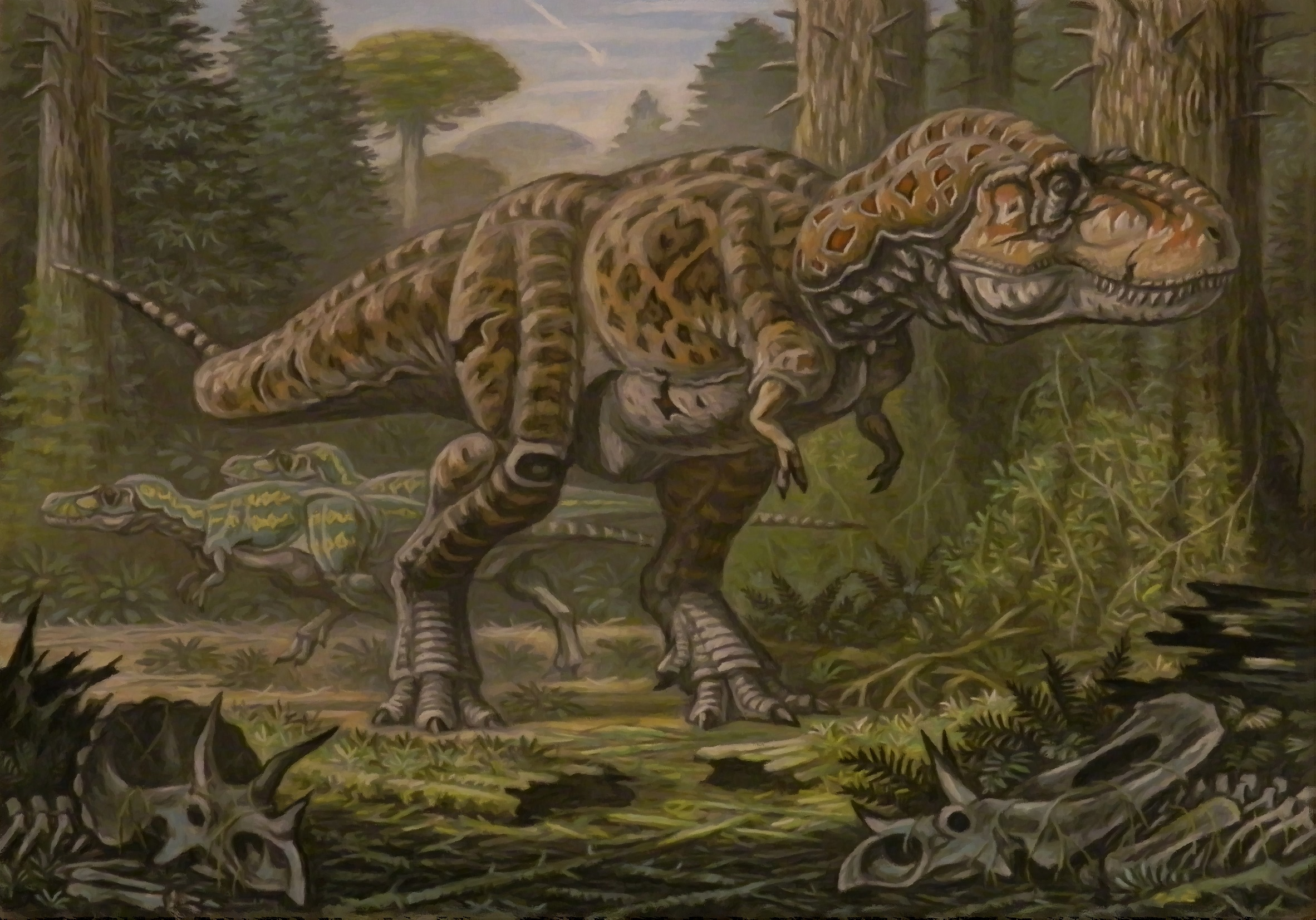
Ricostruzione artistica di Tyrannosaurus rex
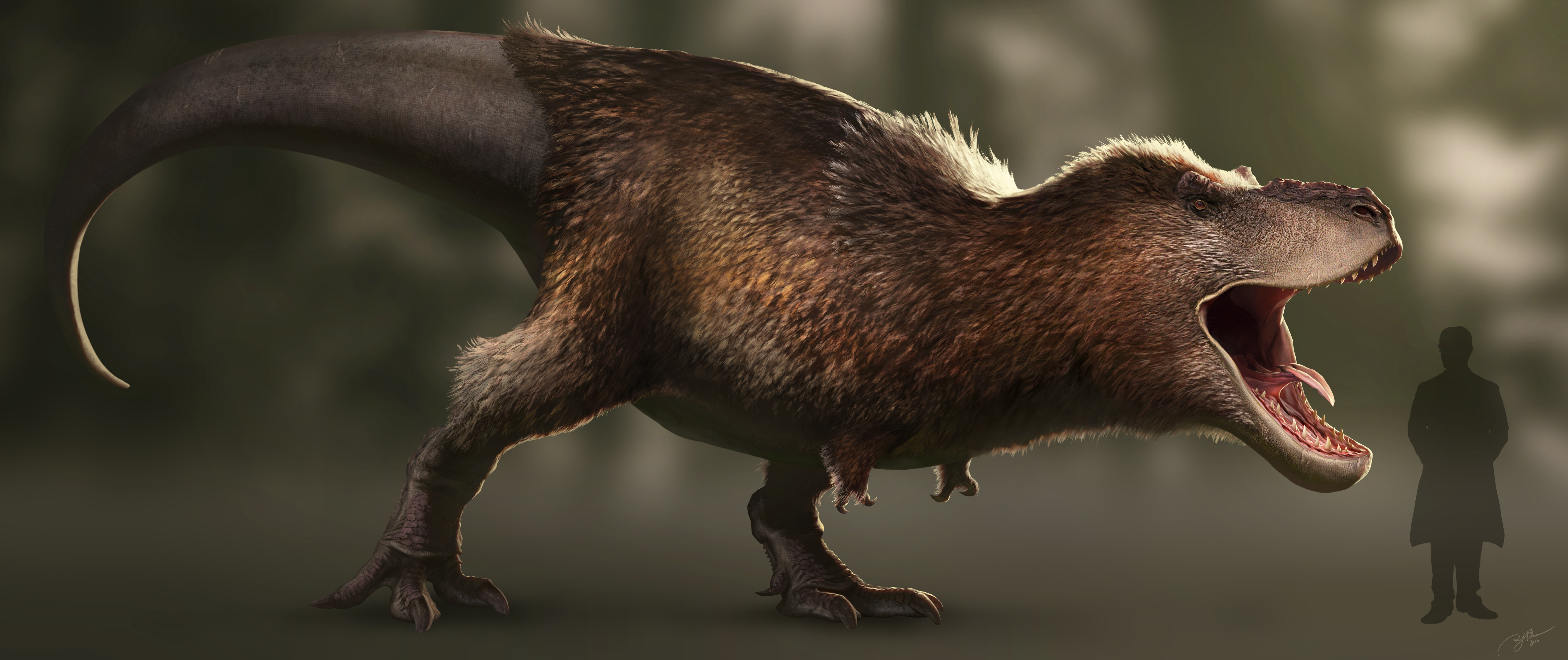
Ricostruzione artistica di Tyrannosaurus rex con piume: la scoperta di impronte di squame indica una minore presenza di piume di quanto precedentemente supposto, se non loro assenza, rendendo questa ricostruzione obsoleta. Anche la presenza di labbra potrebbe essere messa in dubbio dalla scoperta di strutture rugose sul cranio di Daspletosaurus, simili a quelle dei coccodrilli.

### Esplicative
1. ↑  Anche se le raffigurazioni di dinosauri (e, in generale, di rettili mesozoici) sono di gran lunga la manifestazione più diffusa e "popolare" (persino abusata) di paleoarte, è opportuno sottolineare che il termine non può essere ristretto a questa accezione.
2. ↑  L'organo propulsore a "reazione" dei cefalopodi.
3. ↑  Postura tipica di animali "pesanti", in cui tutti i segmenti degli arti sono subverticali e i movimenti avvengono prevalentemente su piani sagittali, con i piedi sottostanti il corpo.
4. ↑  Di classificazione tassonomica e filogenesi incerta.
5. ↑  Il fossile e il modello sono esposti nelle sale di paleontologia del Museo civico di storia naturale di Milano.
6. ↑  Le appendici raptatorie sono frequenti nelle forme predatrici degli artropodi, con la funzione di afferrare la preda e portarla all'apparato boccale.
7. ↑  Nel fossile appaiono costituite da una cuticola ispessita e sclerificata, e sono provviste di elementi appuntiti e taglienti (spine) per trattenere e smembrare la preda. Esempi simili sono le "zampe" anteriori delle mantidi e, tra i crostacei, delle canocchie.
8. ↑  Nei fossili di Osteno sono presenti solo le parti basali delle appendici, molto corte. Qui sono rappresentate ipoteticamente delle estensioni a spatola formate da setae che non sono conservate nel sito di Osteno, ma risultano presenti in altre forme da altri siti.
9. ↑  Un esempio lampante è il film Jurassic World, prima del quale si è acceso il dibattito se rappresentare i dinosauri piumati, cosa che la produzione ha accuratamente evitato di fare.

### Bibliografiche
1. 1 2 3 4  (EN) Marco Ansón, Manuel Hernández Fernández, Pedro A. Saura Ramos, Paleoart: term and conditions (a survey among paleontologists) (PDF), Current Trends in Paleontology and Evolution - XIII Meeting of Early-Stage Researchers in Paleontology (XIII EJIP), atti del convegno, Cercedilla, 15-18 aprile, ISBN 978-84-606-7282-1. URL consultato il 18 gennaio 2016.
2. ↑  (EN) Mark Hallett, The scientific approach of the art of bringing dinosaurs back to life, in Czerkas S.J. e Olson E.C. (a cura di), Dinosaurs Past and Present, Natural History Museum of Los Angeles Count in association with University of Washington Press, 1986.
3. ↑  (EN) Catherine Thimmesh, Scaly Spotted Feathered Frilled: How Do We Know What Dinosaurs Really Looked Like?, con illustrazioni paleoartistiche di John Sibbick, Greg Paul, Mark Hallett et al., Houghton Mifflin Harcourt, 2013, ISBN 978-0-547-99134-4.
4. ↑  (EN) Dave Hone, Drawing dinosaurs: how is palaeoart produced?, in The Guardian, 3 settembre 2012. URL consultato il 18 gennaio 2016.
5. ↑  (EN) James Gurney, Imaginative Realism: How to Paint What Doesn't Exist, Andrews McMeels Publishing, 2009,  p. 78, ISBN 0740785508.
6. ↑  (EN) G.S. Paul, The science and art of restoring the life appearance of dinosaurs and their relatives: a rigorous how-to guide, collana Dinosaurs past and present, vol. 2, 1987,  pp. 4-49.
7. ↑  (EN) G.S. Paul, The many myths, some old, some new, of dinosaurology, in Modern Geology, vol. 16, 1991,  pp. 69-99.
8. ↑  (EN) Mauricio Antón, Reconstructing fossil mammals: strengths and limitations of a methodology, in Palaeontological Association Newsletter, vol. 53, n. 1, 2003,  pp. 55-65.
9. ↑  Benton e Harper (2009), p. 8.
10. ↑  Benton e Harper (2009), pp. 6-9; pp. 151-159.
11. ↑  Brouwer (1972), pp. 33-35.
12. 1 2  (EN) M. P.  Witton, D. Naish e J. Conway, State of the Palaeoart, in Palaeontologia Electronica, vol. 17, n. 3, settembre 2014.
13. ↑  Crick (1988), p. 18, fig. 8-17.
14. ↑  Chamberlain (1991), p. 64, fig. 3.
15. ↑  Brouwer (1972), pp. 26-32.
16. ↑  Benton e Harper (2009), pp. 60-62.
17. 1 2  Benton e Harper (2009), p. 6.
18. ↑  Benton e Harper (2009), pp. 6-7.
19. ↑  Benton e Harper (2009), p. 151.
20. ↑  Benton e Harper (2009), pp. 6; 12; 151.
21. ↑  Benton e Harper (2009), p. 154; fig. 6.11.
22. ↑  Benton e Harper (2009), pp. 151-161; in particolare fig. 6.13.
23. ↑  Conway (1977), pp. 624-640.
24. ↑  Conway (1977), p. 627; pl. 73.
25. ↑  Conway (1977), p. 628; fig. 2.
26. ↑  Ramsköld e Hou (1991), pp. 225-228; fig. 4.
27. ↑  Pinna et al. (1982), pp. 474, 476-477; fig. 2-4.
28. ↑  Jobbins et al. (2020), fig. 3.
29. ↑  Charbonnier et al. (2010), p. 119.
30. ↑  Vannier et al. (2006).
31. ↑  Laville et al. (2023).
32. ↑  Charbonnier et al. (2010), p. 209.
33. ↑  Benton e Harper (2009), p. 157.
34. ↑  Fortey (2014), p. 252.
35. ↑  Speyer (1988), pp. 135-136; fig. 11-12.
36. ↑  Kaufman (2004), pp. 96-100.
37. ↑  Benton e Harper (2009), pp. 372-375.
38. ↑  Benton e Harper (2009), pp. 6-9; 155 (box 6.4); 158.
39. ↑  Benton e Harper (2009), pp. 58-70.
40. ↑  Brouwer (1972), pp. 46-47; 61-75.
41. ↑  Benton e Harper (2009), pp. 79-115; 480-493.
42. ↑  Brouwer (1972), pp. 47-61.
43. ↑  Benton e Harper (2009), pp. 81-82; es. in fig. 4.1; 4.20.
44. ↑  Vila et al. (2013), p. 9, fig. 5.
45. ↑  Vila et al. (2013), pp. 12-14.
46. ↑  Vila et al. (2010), p. 5, fig. 3c.
47. ↑  Vila et al. (2010), p. 9, fig. 5; p. 10, fig. 6.
48. 1 2  (EN) Philippe Taquet & Kevin Padian, The earliest known restoration of a pterosaur and the philosophical origins of Cuvier’s Ossemens Fossiles, in Comptes Rendus Palevol, vol. 3, 2004, DOI:10.1016/j.crpv.2004.02.002.
49. ↑  (FR) Cosimo Alessandro Collini, Sur quelques Zoolithes du Cabinet d’Histoire naturelle de S.A.S.E. Palatine & de Bavière, à Mannheim, in Acta Theodoro-Palatinae Mannheim, vol. 5, Pars Physica, 1784,  pp. 58-103.
50. ↑  (FR) Georges Cuvier, Extrait d’un ouvrage sur les espèces de quadrupèdes dont on a trouvé les ossements dans l’intérieur de la terre, in rivista de Physique, de Chimie et d’Histoire Naturelle, vol. 52, 1801,  pp. 253-267.
51. ↑   J. P. Davidson, Misunderstood Marine Reptiles: Late Nineteenth-Century Artistic Reconstructions of Prehistoric Marine Life, in Transactions of the Kansas Academy of Science, vol. 118, 2015,  pp. 53-67, DOI:10.1660/062.118.0107.
52. ↑  (EN) History: Dinosaurs and Website, su nyder.com. URL consultato il 27 aprile 2015 (archiviato dall'url originale il 4 marzo 2016).
53. ↑  (EN) J.J. Liston, 2000 AD and the new ‘Flesh’: first to report the dinosaur renaissance in ‘moving’ pictures, collana Special Publications, vol. 343, Londra, Geological Society, 2010,  pp. 335-360.
54. ↑   Gideon A. Mantell, Petrifications and their teachings: or, a handbook to the gallery of organic remains of the British Museum., Londra, H. G. Bohn, 1851, OCLC 8415138.
55. ↑  (EN) R. M. Ross, D. Duggan-Haas e W. D. Allmon, The Posture of Tyrannosaurus rex: Why Do Student Views Lag Behind the Science?, in rivista of Geoscience Education, vol. 61, 2013,  p. 145, Bibcode:2013JGeEd..61..145R, DOI:10.5408/11-259.1.
56. ↑  (ES) Manuel Antón, El secreto de los fósiles, Madrid, Editorial Aguilar, 2007.
57. ↑  Debus & Debus.
58. ↑  (ES) Daniel Mediavilla, “Las superproducciones de dinosaurios podrían mantener el interés sin perder precisión científica”, in Materia, 04/09/2013. URL consultato il 24 gennaio 2016 (archiviato dall'url originale il 3 febbraio 2016).
59. ↑  (EN) Mark Witton, What Daleks, xenomorphs and slasher movies tell us about palaeoart, su Mark Witton.com Blog. URL consultato il 19 gennaio 2016.
60. ↑  (EN) Larry D. Martin, Stephan A. Czerkas, The Fossil Record of Feather Evolution in the Mesozoic (abstract), in American Zoologist, vol. 40, n. 4, 2000,  pp. 687-694, DOI:10.1668/0003-1569(2000)040[0687:TFROFE]2.0.CO;2. URL consultato il 19 gennaio 2016.
61. 1 2  (EN) Mark Witton, The Mysterious Mysteries of Feather Resistance, su Mark Witton.com Blog. URL consultato il 19 gennaio 2016.
62. ↑  (EN) Thomas P. Hopp e Mark J. Orsen, Cap. 11 Dinosaur Brooding Behavior and the Origin of Flight Feathers, in Philip J. Currie (a cura di), Feathered Dragons: Studies on the Transition from Dinosaurs to Birds, Indiana University Press, 2004, ISBN 9780253343734.
63. ↑  Conway, Kosemen e Naish, All Yesterdays.
64. ↑  Kosemen, All Your Yesyerdays.
65. 1 2  (EN) M.J. Benton, Studying Function and Behavior in the Fossil Record, in PLoS Biol, vol. 8, n. 3, 2010, DOI:10.1371/journal.pbio.1000321.
66. ↑  Ecco finalmente qualcuno che sa fare il suo dannato lavoro 01 settembre 2017
67. ↑  (EN) Darren Naish, Why the world has to ignore ReptileEvolution.com, su blogs.scientificamerican.com, 3 luglio 2012. URL consultato il 19 luglio 2017.